# Saulx-les-Chartreux
Pour les articles homonymes, voir Saulx et Chartreux (homonymie).
Saulx-les-Chartreux (prononcé [so lɛ ʃaʁt̪ʁø] ) est une commune française  du département de l’Essonne en région Île-de-France.
Village marqué par la culture maraîchère encore présente sur plus d’un tiers du territoire, complété par la forêt du Rocher de Saulx qui accueille un des sites géologiques départementaux protégés, Saulx-les-Chartreux, intégré aux grands espaces du Hurepoix apparaît comme un poumon vert au sein de l’agglomération parisienne.

## Géographie

### Situation

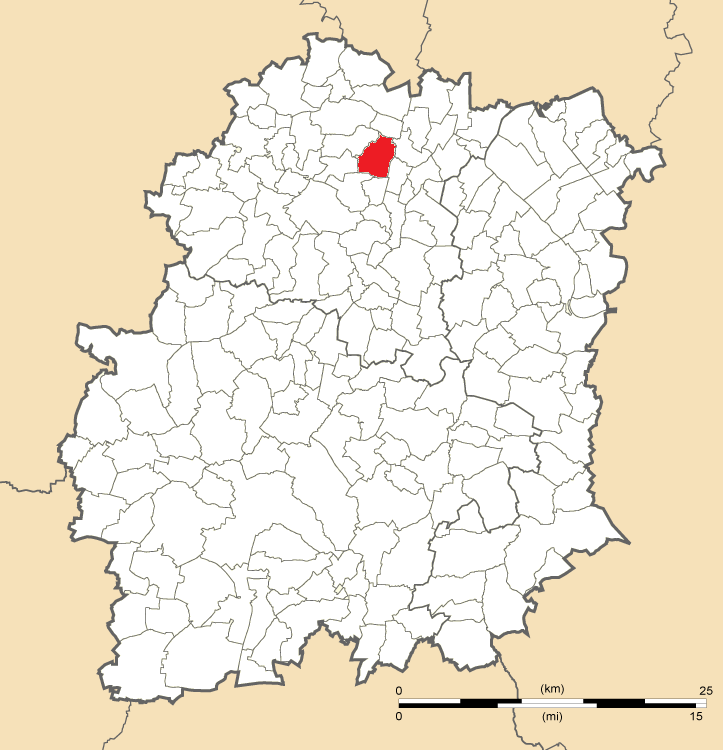
Position de Saulx-les-Chartreux en Essonne.

Saulx-les-Chartreux est situé au sud de l’agglomération parisienne, au nord du département français de l’Essonne, dans la région française d’Île-de-France, au cœur de l’ancien pays aujourd’hui région naturelle du Hurepoix.
Bordé à l’est par la ville de Longjumeau, la commune est située à proximité de la sous-préfecture de Palaiseau et du centre-urbain de Massy, à dix-neuf kilomètres au sud-ouest de Paris-Notre-Dame, point zéro des routes de France, quatorze kilomètres au nord-ouest d’Évry, trois kilomètres au sud-est de Palaiseau, six kilomètres au nord-ouest de Montlhéry, onze kilomètres au nord d’Arpajon, dix-huit kilomètres au nord-ouest de Corbeil-Essonnes, vingt-quatre kilomètres au nord-ouest de La Ferté-Alais, vingt-six kilomètres au nord-est de Dourdan, trente kilomètres au nord-ouest d’Étampes et trente-cinq kilomètres au nord-ouest de Milly-la-Forêt.
Elle est traversée par le sentier de grande randonnée GR 111.
La commune se trouve dans l'aire d'attraction de Paris, ainsi que dans l'unité urbaine et le bassin de vie de cette ville. Elle fait partie de la zone d'emploi de Saclay.

### Communes limitrophes
Le territoire de Saulx-les-Chartreux, étendu, est limitrophe de diverses communes, pour la plupart séparées par des frontières naturelles. La rivière la Morte sépare au nord le village de Champlan. Au nord-est se trouve Longjumeau. À l’est le village de Ballainvilliers est en partie séparé par la route nationale 20. Au sud-est, le ruisseau du Rouillon sépare La Ville-du-Bois, tout comme au sud, Nozay puis Villejust au sud-ouest. À l’ouest et au nord-ouest, Villebon-sur-Yvette est séparé par le ruisseau du Paradis.

### Géologie et relief
La superficie de la commune est de 7,65 km2 ; son altitude varie de 43  à   158 mètres.
Le sol est constitué pour majeure partie de sable de Fontainebleau. Le sous-sol du Rocher est constitué de grès exploité en carrière jusqu’à la fin du XIXe siècle pour le pavage des voies de Paris. On y retrouve en strates toutes les couches de l’oligocène et des souches de taxodium fossilisés, ce qui justifie sa sauvegarde.
La commune comporte ainsi un des sites de la réserve naturelle des sites géologiques de l'Essonne.
La commune est située à l’extrême nord-est du plateau de Courtabœuf. Le massif du Rocher de Saulx en forme la pointe est. Il culmine à cent cinquante huit mètres d’altitude et domine le territoire. Le terrain est fortement dénivelé pour tomber à cent mètres d’altitude trois cents mètres plus au nord. Il s’étage ensuite en pente douce vers le nord-est jusqu’au lit de l’Yvette, situé à deux kilomètres au nord où l’altitude n’est plus que de quarante-trois mètres au point le plus bas.
Le terrain s’étage en pente relativement douce entre le point culminant à cent cinquante-huit mètres relevés au sud-ouest de la commune dans le massif forestier du Rocher et le point le plus bas au nord à proximité du lit de l’Yvette.

### Hydrographie

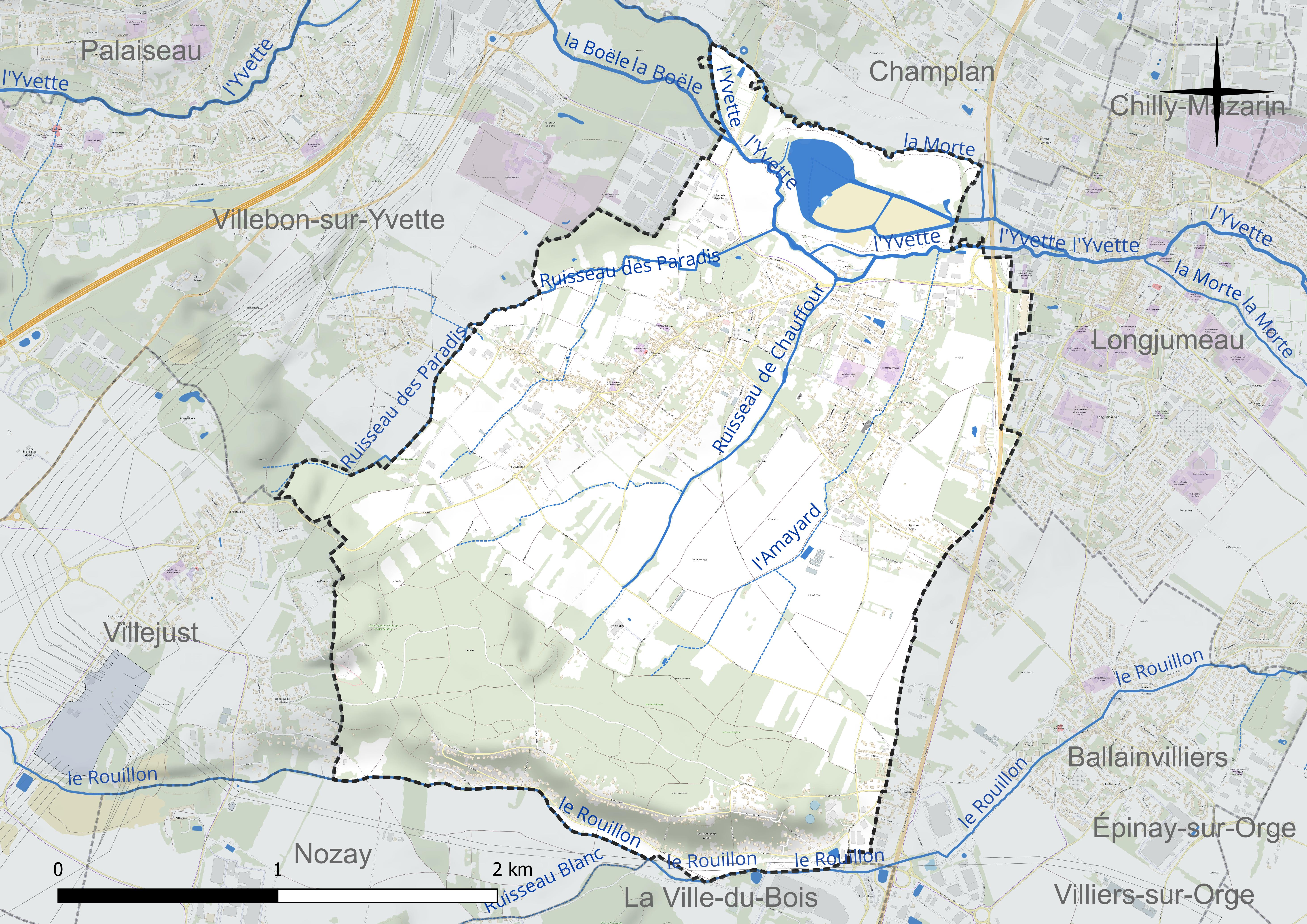
Carte hydrographique de la commune.

Le territoire de Saulx-les-Chartreux est parcouru par de nombreux cours d’eau. Il est d’une part cerné par la rivière la Morte et le ruisseau la Boëlle au nord, le ruisseau des Paradis à l’ouest et le Rouillon au sud. Ce dernier prend sa source à Courtaboeuf et marque les limites communales entre Saulx, la Ville-du-Bois et Nozay sur 2 kilomètres environ au pied du versant sud du Rocher. S’ajoute l’Yvette qui traverse le nord du territoire, agrémentée d’un bassin de retenue des crues formant un lac de deux hectares et demi. Durant l’hiver 1995, la crue exceptionnelle de la rivière entraîna un remplissage record du bassin à quatre mètres quatre-vingts, à la limite du débordement. Du sud au nord court le ruisseau de Chauffour qui forme un petit bassin dans le parc du château de Monthuchet avant de se jeter dans l’Yvette.
Le ruisseau du Préau, très court, s’écoule dans les jardins de Saulx pour rejoindre certainement le ruisseau de la Cressonnière à hauteur du lavoir de la fontaine Sainte-Amélie. La Cressonnière parcourt environ 500 mètres dans les champs et rejoint le ruisseau du Paradis au niveau du lieu-dit les Glaises.
Le Paradis, infiltration du Rocher, prend sa source au lieu-dit les Paradis à Villejust. Il serpente à l'ouest de Saulx sur environ 2,6 km et reçoit l'eau de la fontaine de Fer (ancien lavoir réinstallé sur le mail). Le Paradis rejoint l'Yvette à hauteur de l'ancien lavoir de la Planche aux Vaches, lieu-dit situé au bassin de rétention d'eau.
Le lac de Saulx-les-Chartreux est un bassin de retenue de crues implantés sur le cours de la rivière l'Yvette, qui occupe une superficie moyenne humide de sept hectares pour une emprise totale de cinquante hectares. Il a la forme d'un ovale avec une large étendue d'eau triangulaire en amont du cours d'eau et deux bras de dix et vingt mètres embrassant deux îles marécageuse de cinq hectares.

### Climat
Pour des articles plus généraux, voir Climat de l'Île-de-France et Climat de l'Essonne.
En 2010, le climat de la commune est de type climat océanique dégradé des plaines du Centre et du Nord, selon une étude du CNRS s'appuyant sur une série de données couvrant la période 1971-2000. En 2020, Météo-France publie une typologie des climats de la France métropolitaine dans laquelle la commune est exposée à un climat océanique altéré et est dans la région climatique Sud-ouest du bassin Parisien, caractérisée par une faible pluviométrie, notamment au printemps (120 à 150 mm) et un hiver froid (3,5 °C).
Pour la période 1971-2000, la température annuelle moyenne est de 11,6 °C, avec une amplitude thermique annuelle de 15,3 °C. Le cumul annuel moyen de précipitations est de 655 mm, avec 11,1 jours de précipitations en janvier et 7,6 jours en juillet. Pour la période 1991-2020, la température moyenne annuelle observée sur la station météorologique la plus proche, située sur la commune d'Épinay-sur-Orge à 5 km à vol d'oiseau, est de 11,5 °C et le cumul annuel moyen de précipitations est de 694,4 mm,. Pour l'avenir, les paramètres climatiques de la commune estimés pour 2050 selon différents scénarios d'émission de gaz à effet de serre sont consultables sur un site dédié publié par Météo-France en novembre 2022.
| Mois                                  | jan.             | fév.             | mars          | avril           | mai             | juin         | jui.           | août           | sep.            | oct.            | nov.             | déc.           | année      |
| ------------------------------------- | ---------------- | ---------------- | ------------- | --------------- | --------------- | ------------ | -------------- | -------------- | --------------- | --------------- | ---------------- | -------------- | ---------- |
| Température minimale moyenne (°C)     | 1,2              | 1,2              | 3,3           | 4,9             | 9,1             | 11,9         | 13,9           | 14,1           | 10,2            | 7,2             | 3,7              | 2,1            | 6,9        |
| Température moyenne (°C)              | 4,2              | 4,9              | 8,2           | 10,2            | 14,5            | 17,6         | 19,7           | 20,1           | 15,4            | 11,5            | 7,1              | 4,8            | 11,5       |
| Température maximale moyenne (°C)     | 7,2              | 8,8              | 13,1          | 15,6            | 20              | 23,2         | 25,5           | 26,2           | 20,7            | 15,8            | 10,5             | 7,5            | 16,2       |
| Record de froid (°C) date du record   | −17,5 17.01.1985 | −12,5 07.02.1991 | −8 08.03.1971 | −4 11.04.03     | −0,3 03.05.1967 | 1 04.06.1991 | 5,4 04.07.1984 | 4,5 31.08.1986 | 1,5 30.09.02    | −3,5 30.10.1985 | −10,5 24.11.1998 | −12 31.12.1970 | −17,5 1985 |
| Record de chaleur (°C) date du record | 17,2 30.01.1973  | 21 24.02.1990    | 26 29.03.1989 | 28,5 30.04.1994 | 30,5 13.05.1998 | 36 26.06.01  | 37 21.07.1995  | 40,5 12.08.03  | 32,8 05.09.1973 | 29,5 01.10.1985 | 24,5 15.11.1971  | 17 21.12.1973  | 40,5 2003  |
| Précipitations (mm)                   | 57,5             | 50,8             | 51,4          | 48,6            | 64,2            | 57,1         | 55,9           | 65             | 49,8            | 59,7            | 61,3             | 73,1           | 694,4      |

### Paysages
La commune est concernée par une partie de l'Espace naturel régional de l’Hurepoix, qui s'étend sur 2 291 hectares également sur Nozay, Villejust, Ollainville, Villebon-sur-Yvette, Marcoussis et  Fontenay-lès-Briis, à la jonction des plateaux de Beauce et de Brie et présente une alternance de vallées, de coteaux abrupts et boisés et de vastes plateaux agricoles, spécialisés historiquement en maraîchage, et qui fait partie de la Ceinture verte régionale

### Milieux naturels et biodiversité

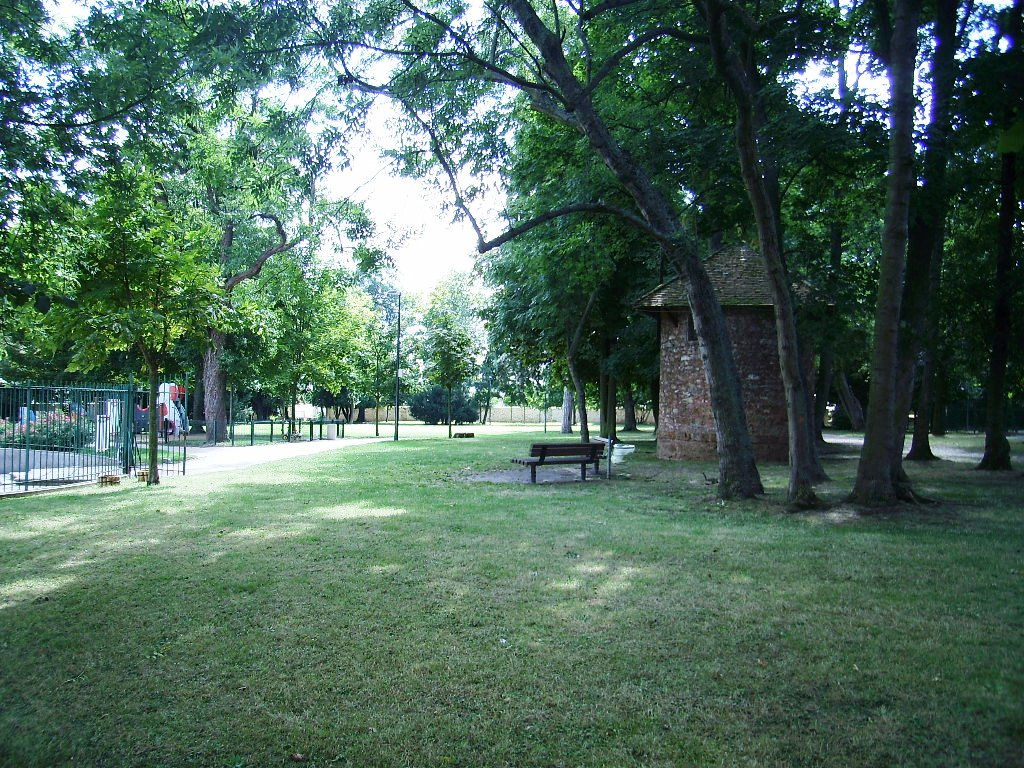
Le parc du centre-ville.

Près de sept cents hectares de la commune sont encore vierges de toute construction. Sur cette part, cent quatre-vingt-treize hectares sont constitués de forêt dont quatre-vingt-dix-huit par la forêt du Rocher de Saulx gérée par la direction départementale de l'Agriculture et de la Forêt.
En outre, la commune est associée au « Triangle Vert des villes maraîchères du Hurepoix » qui vise à promouvoir une agriculture péri-urbaine économiquement viable et garantissant un développement durable.[pertinence contestée] Le lac de rétention des eaux au nord, les champs dans la plaine centrale, les carrières géologiques et les bois au sud ont été recensés au titre des espaces naturels sensibles par le conseil général de l'Essonne.
Au nord de la commune, le SIAHVY a créé en 1985 un bassin de rétention pour limiter les crues qui affectaient Longjumeau. D’une capacité de 900 000 m3, il a aussi permis la création d’un sanctuaire appelé « l’Île aux Oiseaux », accueillant cent vingt et une espèces parmi lesquelles des grèbes huppés et castagneux, canards colverts, phragmites des joncs, rousserolles effarvattes, hiboux des marais. Un lac permanent qui s’étend sur deux hectares et demi avec une profondeur moyenne de deux mètres accueille des carpes, gardons, brèmes, bouvières, tanches, brochets ou perches, l’île et le lac étant classé réserve naturelle en 1998.
Au sud-ouest, les anciennes carrières Chèze et Lunézy laissent apparaître toutes les couches de l’oligocène. La réserve naturelle nationale des sites géologiques de l'Essonne protège six sites d’affleurement, de type stratotype du stampien, dont la « sablière du bois de Lunezy ». Cette réserve a été mise en place par l’arrêté préfectoral no 96-4639 du 25 octobre 1996,.
Saulx-les-Chartreux a reçu une Victoire du Paysage 2012, dans la catégorie Collectivités « Espace à dominante naturelle » pour le parc des Sources.

#### Zones naturelles d'intérêt écologique, faunistique et floristique
L’inventaire des zones naturelles d'intérêt écologique, faunistique et floristique (ZNIEFF) a pour objectif de réaliser une couverture des zones les plus intéressantes sur le plan écologique, essentiellement dans la perspective d’améliorer la connaissance du patrimoine naturel national et de fournir aux différents décideurs un outil d’aide à la prise en compte de l’environnement dans l’aménagement du territoire.
Une ZNIEFF de type 1 est recensée sur la commune, celle du bassin de retenue de Saulx, qui, bien que très fréquentée par les personnes, constitue une réserve naturelle ornithologique importante,.

Carte des ZNIEFF de type 1 et 2 à Caunes-Minervois.
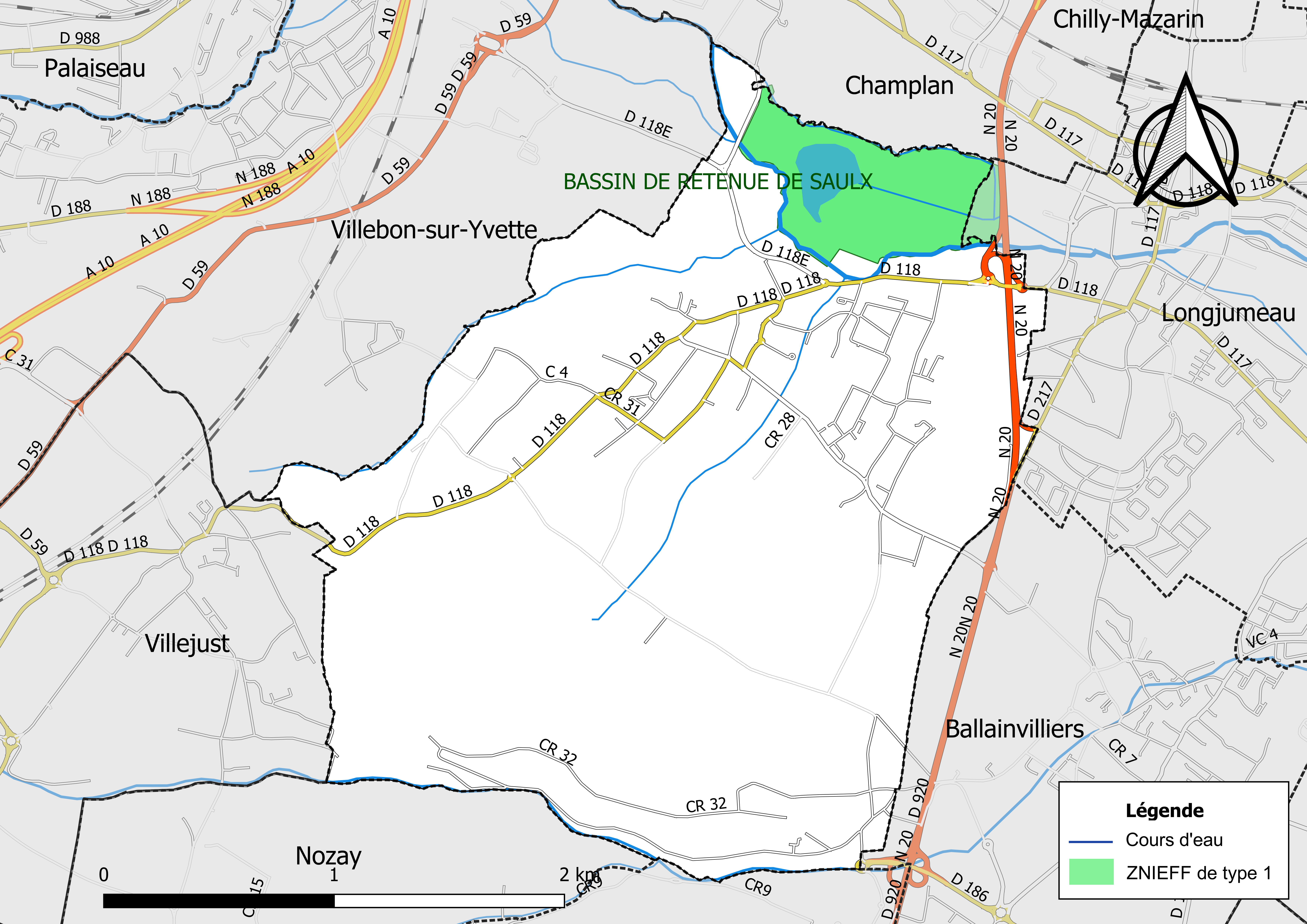
Carte des ZNIEFF de type 1 sur la commune.
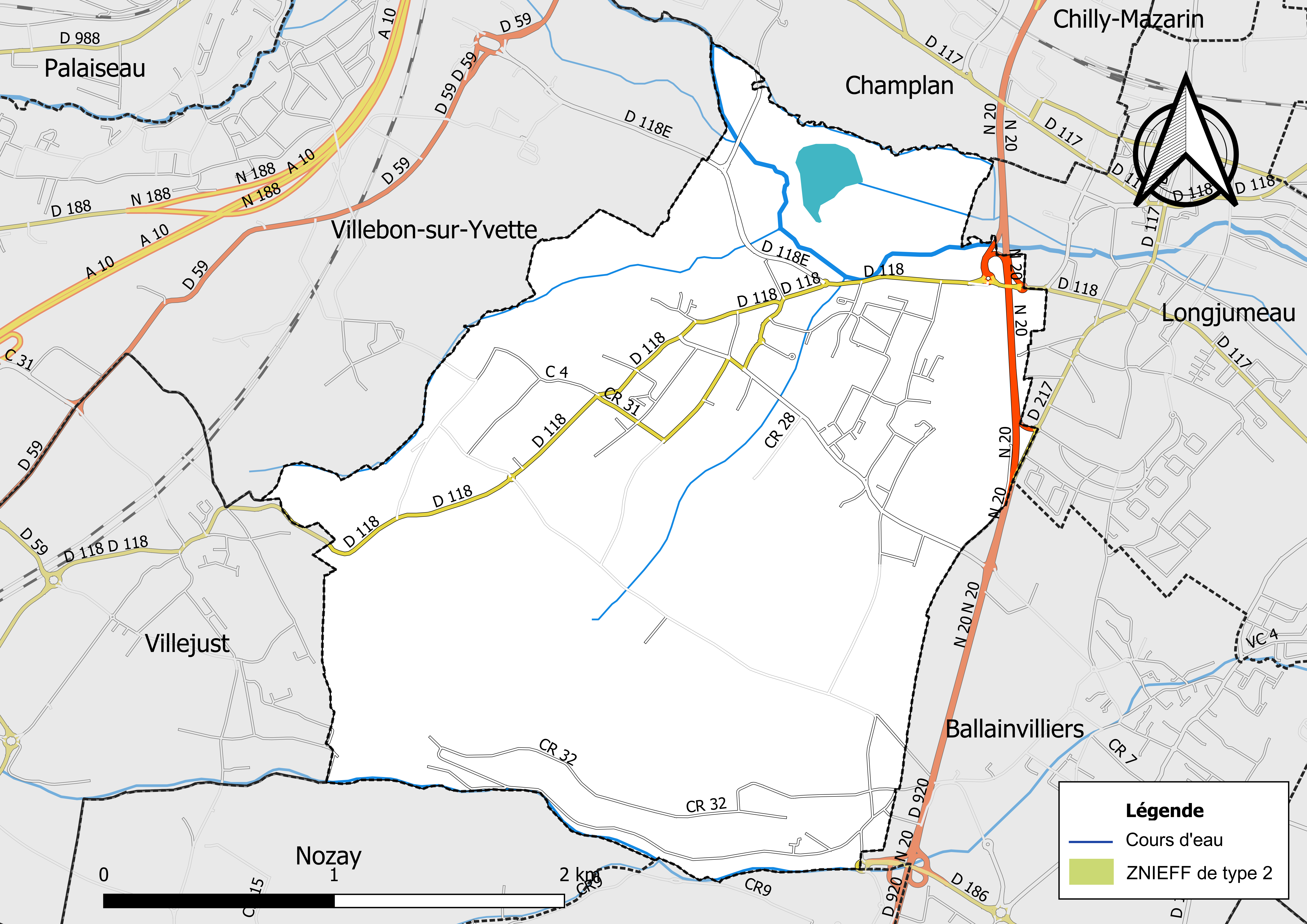
Carte des ZNIEFF de type 2 sur la commune.

## Urbanisme

### Typologie
Au 1er janvier 2024, Saulx-les-Chartreux est catégorisée grand centre urbain, selon la nouvelle grille communale de densité à sept niveaux définie par l'Insee en 2022.
Elle appartient à l'unité urbaine de Paris, une agglomération inter-départementale regroupant 407  communes, dont elle est une commune de la banlieue,,. Par ailleurs la commune fait partie de l'aire d'attraction de Paris, dont elle est une commune du pôle principal,. Cette aire regroupe 1 929 communes,.

### Occupation des sols
| Type d’occupation           | Pourcentage | Superficie (en hectares) |
| --------------------------- | ----------- | ------------------------ |
| Espace urbain construit     | 21,2 %      | 167,22                   |
| Espace urbain non construit | 11,96 %     | 89,04                    |
| Espace rural                | 66,83 %     | 512,22                   |
| Source : Iaurif             |             |                          |

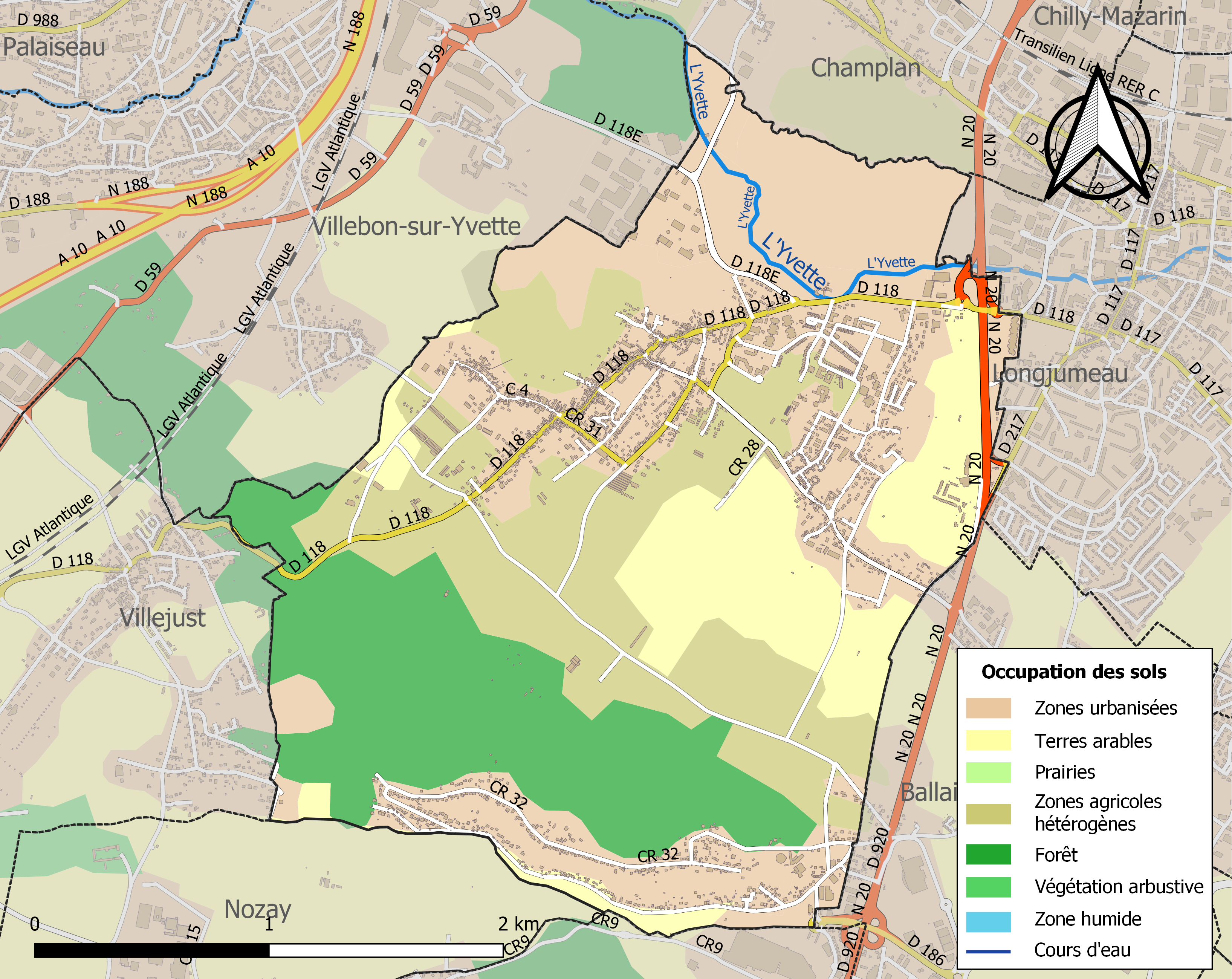
Carte des infrastructures et de l'occupation des sols en 2018 (CLC) de la commune.

La commune occupe un territoire approximativement trapézoïdal dont la plus grande base orientée au sud s’allonge sur quatre kilomètres, soit une superficie de sept cent soixante-cinq hectares. Près des trois quarts de ce territoire sont encore constitués d’espace rural et environ 20 % de la surface accueillent des constructions, concentrées au centre dans ce qui est encore un village

### Lieux-dits, écarts et quartiers
Le village occupe un vaste territoire, principalement composé d’exploitations agricoles. On distingue, pour les parties habitées, la partie ancienne du Saulxier correspondant au site historique et le hameau du Rocher au sud.
Dans les années 1970, la résidence la Salucéenne a été construite par Paul Chemetov  comme un site d’habitat collectif expérimental.
Plusieurs résidences sont réparties sur le territoire de la commune : les Terrasses, l’Arpajonnais, la Crossarde, la Montagne, le Hameau du Moulin, Monthuchet, le Village, les Hauts du Pont-Neuf.
Depuis les années 2014-2015, des logements neufs ont été achevés dans le quartier de la Z.A.C. (zone d’activités concertées) du Moulin.

### Habitat et logement
En 2020, le nombre total de logements dans la commune était de 2 944, alors qu'il était de 2 199 en 2015 et de 2 018 en 2010.
Parmi ces logements, 92,5 % étaient des résidences principales, 1,1 % des résidences secondaires et 6,4 % des logements vacants. Ces logements étaient pour 61,9 % d'entre eux des maisons individuelles et pour 36 % des appartements.
Le tableau ci-dessous présente la typologie des logements à Saulx-les-Chartreux en 2020 en comparaison avec celle de l'Essonne et de la France entière. Une caractéristique marquante du parc de logements est ainsi la faible proportion des résidences secondaires et logements occasionnels (1,1 %) par rapport au département (1,8 %) et à la France entière (9,7 %).
| Typologie                                               | Saulx-les-Chartreux | Essonne | France entière |
| ------------------------------------------------------- | ------------------- | ------- | -------------- |
| Résidences principales (en %)                           | 92,5                | 91,6    | 82,1           |
| Résidences secondaires et logements occasionnels (en %) | 1,1                 | 1,8     | 9,7            |
| Logements vacants (en %)                                | 6,4                 | 6,6     | 8,2            |

La commune ne respecte par les obligations qui lui sont faites par l'article 55 de la loi SRU de disposer d'au moins 25 % de son parc de résidences principales constituées de logements sociaux, avec un taux de 14, 38 % en 2002, croissant lentement jusqu'à 16,23 % en 2019, avec 412 logements sociaux. Elle n'a pas été astreinte en 2020 au paiement d'une pénalité financière,.

### Projets d'aménagement
Depuis novembre 2005, la commune est intégrée à l’Opération d'Intérêt National de Massy Palaiseau Saclay Versailles Saint-Quentin-en-Yvelines.

### Voies de communication et transports

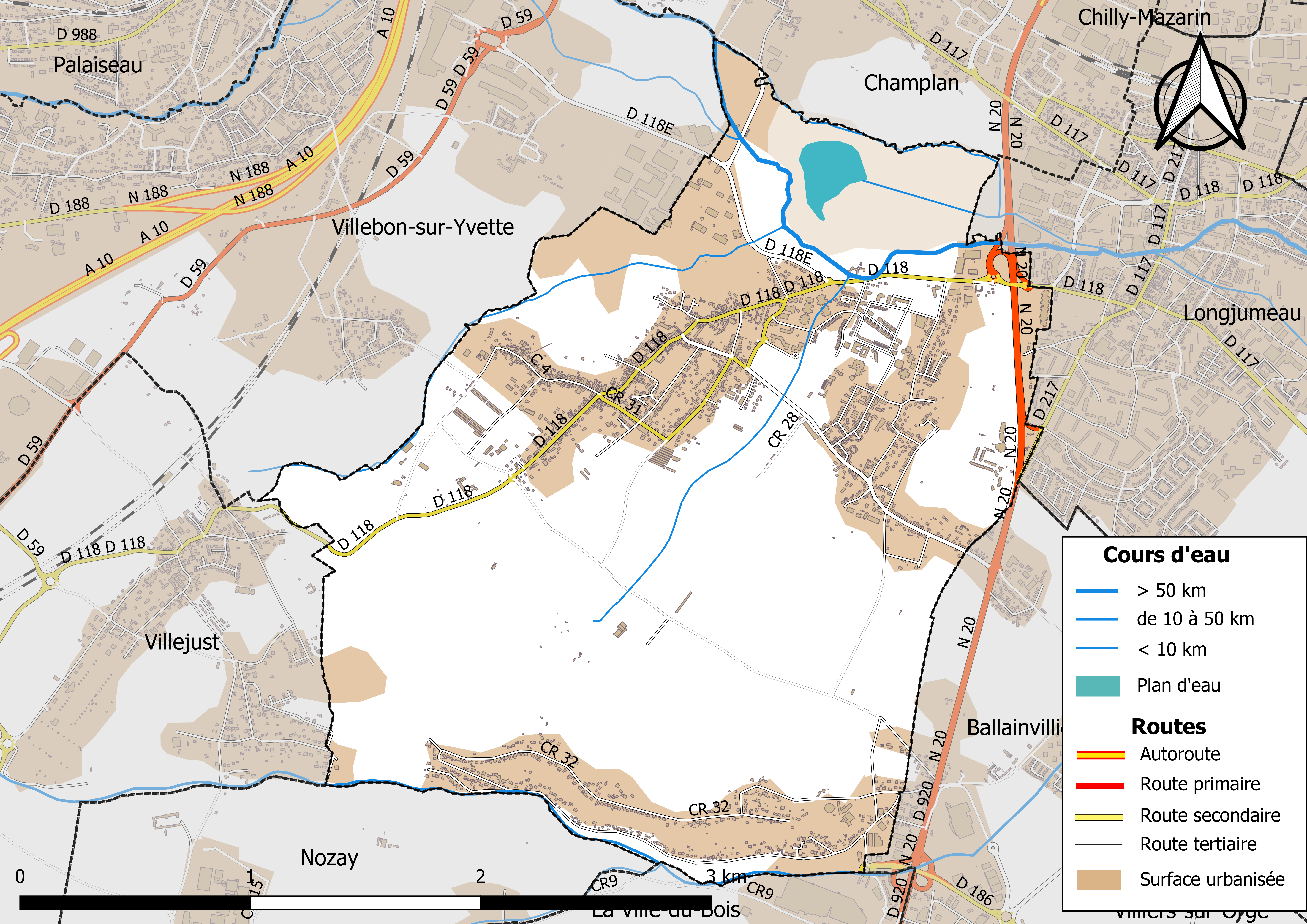
Carte des infrastructures de transport de la commune.

La commune est traversée dans sa partie extrême est par la route nationale 20, axe d’importance régionale entre Étampes et Paris. La route départementale 118 aujourd’hui déclassée finit sa course à l’entrée nord-est de la commune pour la reprendre sur la commune voisine de Villejust.
La commune est à l’écart des voies ferrées. Les gares les plus proches sont celles de Massy (RER B, C, TGV) et de Longjumeau-Gravigny-Balizy (RER C).
La ligne de bus DM 12 (Massy-Palaiseau/Saulx-les-Chartreux/Longjumeau-Gravigny-Balizy) dessert ces deux gares.
La ligne de bus RATP 199 dessert le collège à destination de Massy-Palaiseau RER.
Saulx-les-Chartreux est située à neuf kilomètres de l’aéroport Paris-Orly, à quarante-et-un kilomètres de celui de Paris-Charles-de-Gaulle, et à quatorze kilomètres de l’aéroport de Toussus-le-Noble.

## Toponymie
La première mention de Saulx intervient dans un titre de propriété indiquant qu’en 622, les terres appartenaient au futur roi Dagobert Ier qui en fit don à l’abbaye de Saint-Denis
Attestée sous le nom Salix au VIIe siècle, Saux au XIe siècle, Sauz vers 1080, Salices au XIIe siècle, Saud  vers 1205.
Deux étymologies proches expliquent le nom de la commune. D’une part, Saulx viendrait de la présence abondante sur le territoire de saules (du gaulois  salico, salix en latin, (saule), mais potentiellement aussi de la salinité des eaux du Rouillon (du latin salis). La mention  les Chartreux, ajoutée une première fois au XIIIe siècle, est clairement en rapport avec l’implantation de l’Ordre des Chartreux sur la commune.
L’Ordre des Chartreux s'y est implanté du XIIe siècle à la fin du XVIIIe siècle.
La graphie actuelle apparaît en 1801 dans le Bulletin des lois, le nom de « Saux les Chartreux » prévalait sous l’Ancien Régime et même à la constitution de la commune en 1793. Signe de l’anticléricalisme ambiant, sous la Révolution française, le village est alors appelé Saulx-le-Rocher.

## Histoire

### Moyen Âge
Au XIe siècle, les terres appartenaient à un seigneur allié des Montmorency qui y fonde un monastère pour abriter les moines de l’ordre de Saint-Bruno venus de l’abbaye de Saint-Florent-le-Jeune de Saumur. En 1122, la dépendance du prieuré est confirmée par le pape Calixte II.
En 1264, les Chartreux deviennent seigneurs des lieux avec l’achat des terres, du fief des Tournelles et des dîmes en blé et vin. En 1285, ils accroissent leur domination en achetant le four à pain, puis des terres au fil des années. En 1379, les religieuses de l’ordre de Sainte-Catherine du Val des Escoliers achètent la terre de Mauljuchet.

### Temps modernes

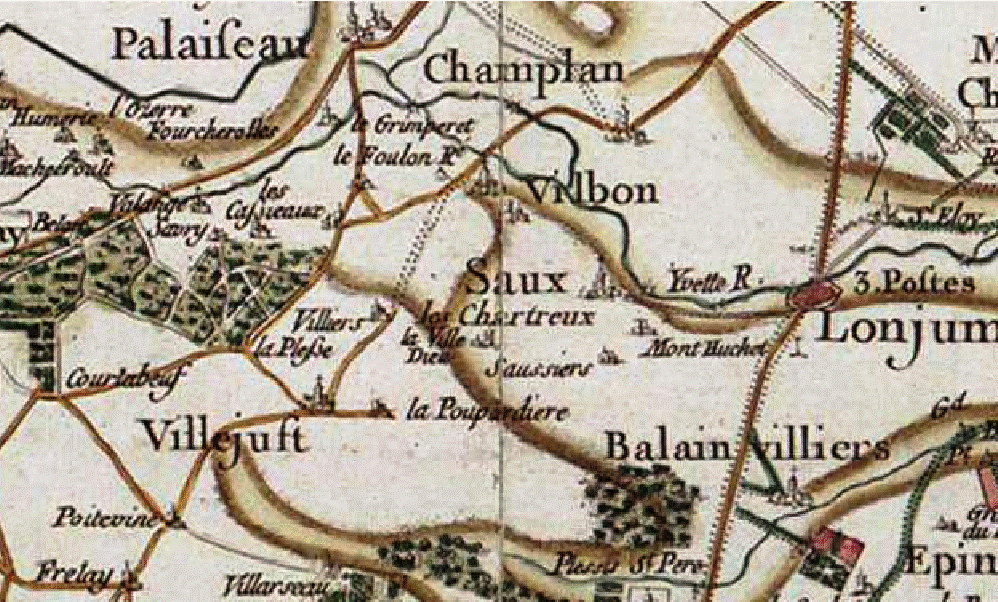
Extrait de la carte de Cassini pour « Saux les Chartreux » (XVIIIe siècle).

En 1562, durant les guerres de Religion, Saulx est ravagée par les alliés de Condé, les Chartreux quittent le village pour se réfugier à la Grande Chartreuse.
En 1647, les Chartreux vendent le fief des Tournelles à Jean de Forbahure, écuyer du roi qui le cède en 1657 à Jean de La Bruyère, oncle de l’écrivain qui reçoit la maison en héritage.
Malgré cette longue possession du domaine par les Chartreux, ils cèdent le pouvoir spirituel aux bénédictins de l’abbaye du Mont-Glonne de Saint-Florent-le-Vieil qui étaient responsables de la paroisse.
En 1654 est construite la Tuilerie de Mauljuchet, plus tard intégrée au domaine du château. En 1665, un accord permet le financement de la réfection du moulin à eau par François d’Harville, marquis de Palaiseau et Champlan. En 1779 la tuilerie est transformée en demeure.
En 1785, le château de Monthuchet est racheté par Charles-Pierre Savalette de Magnanville.

### Révolution française et Empire
En 1790, Germain Charpentier maintient encore une présence religieuse, la ferme étant exploitée par un Salucéen jusqu’en 1791, année où Charles-Pierre Salavette la rachète. Le 4 février 1790, le moulin est vendu à Antoine Christophe Bloceau, dernier fermier des pères chartreux, . Après le départ du dernier moine, la commune n’eut plus d’office religieux jusqu’en 1808.
Le 1er avril 1814, après la prise de Paris par les troupes alliées de Russie, Autriche et Prusse, des Cosaques ravagèrent le village et réquisitionnèrent chevaux et nourriture.

### Époque contemporaine
Le moulin revient en 1820 au marquis de Solle, puis à la duchesse d’Estissac qui le revend le 30 juin 1843
En 1853 est  construite la mairie, qui n'est inaugurée qu’en 1908.
Lors de la Guerre franco-allemande de 1870, le 18 septembre 1870, dix mille Prussiens envahissent la commune, cette fois vidée de ses habitants avant l’attaque du fort de Châtillon.
De 1899 à 1936, la commune est traversée par le chemin de fer Paris - Arpajon, dit l'Arpajonnais, une ligne de chemin de fer secondaire à voie normale, et sa gare  facilite les déplacements des habitants, mais surtout le transport des productions maraîchères vers les Halles de Paris.
- Le chemin de fer Paris - Arpajon

"Le
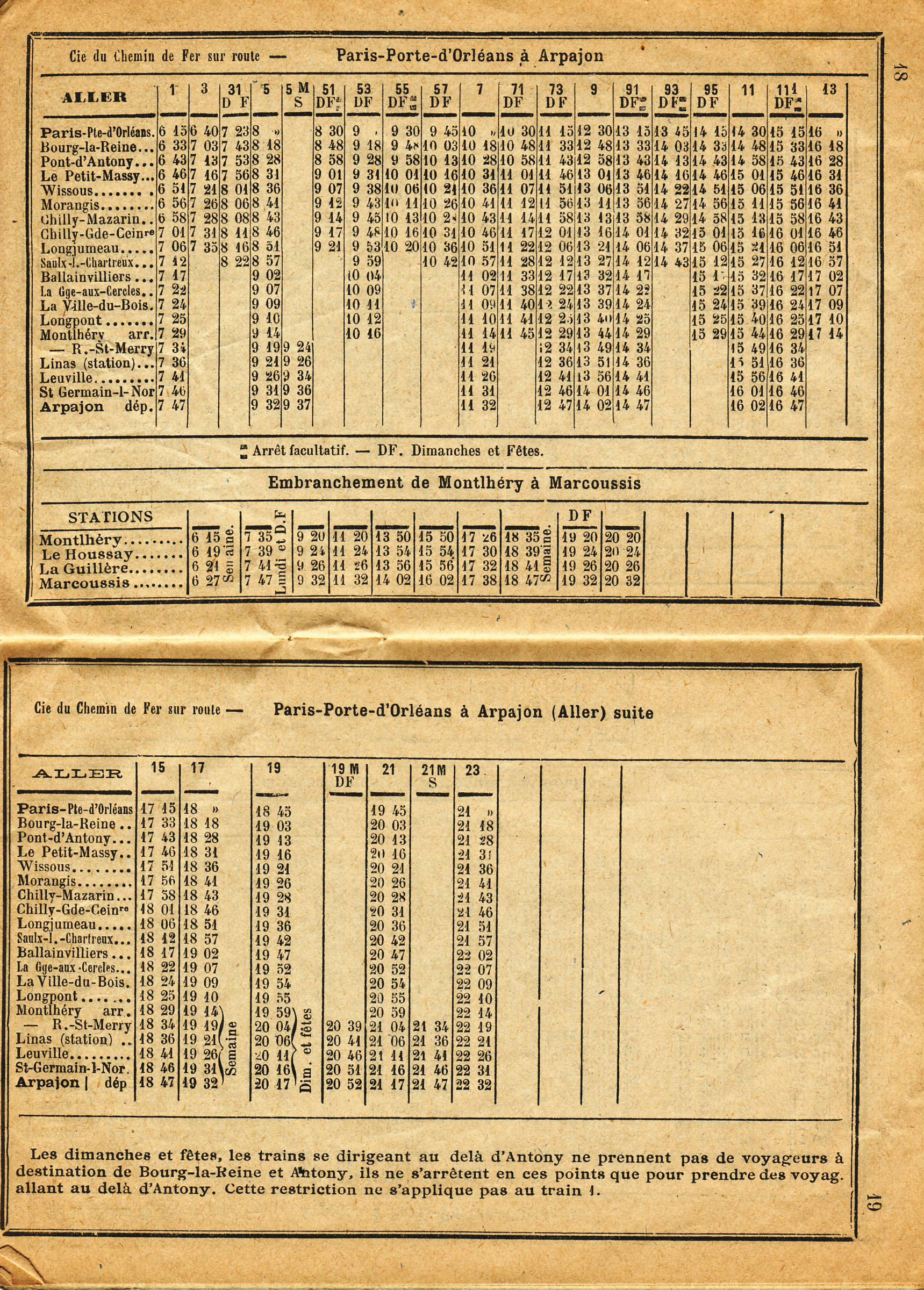
Horaires de la ligne en 1926
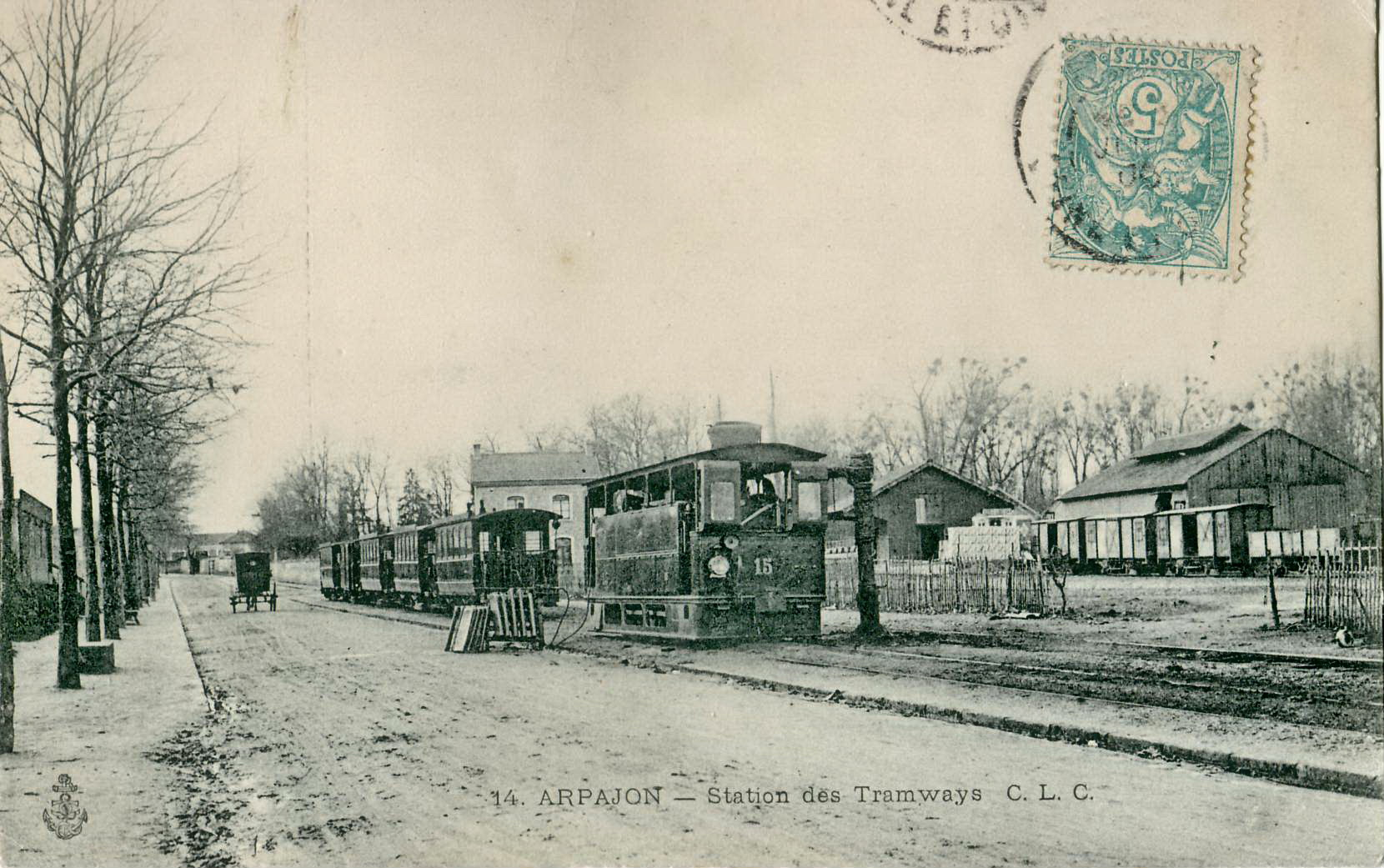
Manœuvres en gare d'Arpajon.
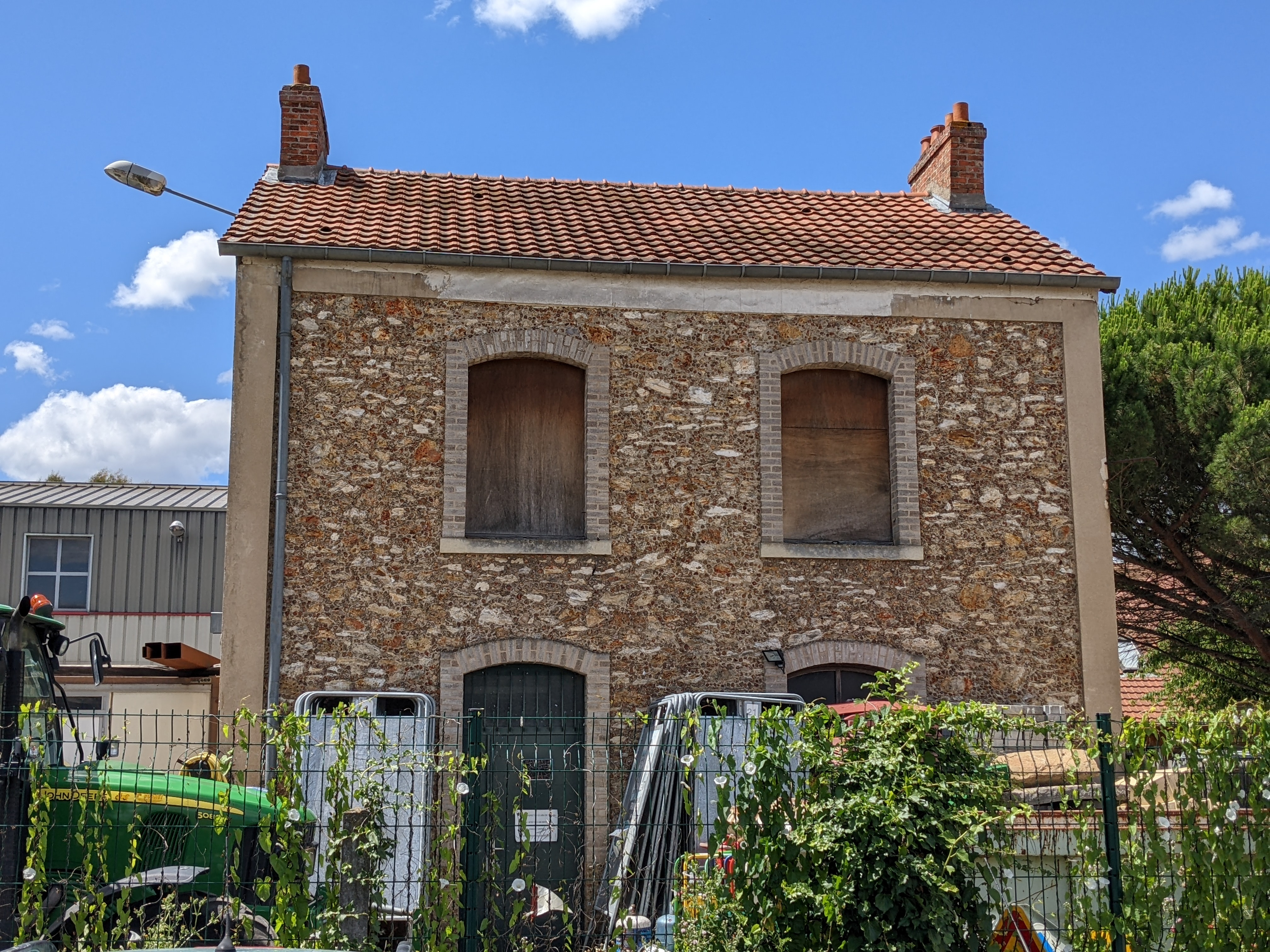
La gare de l'Arpajonnais, en 2022, devenue le centre technique municipal
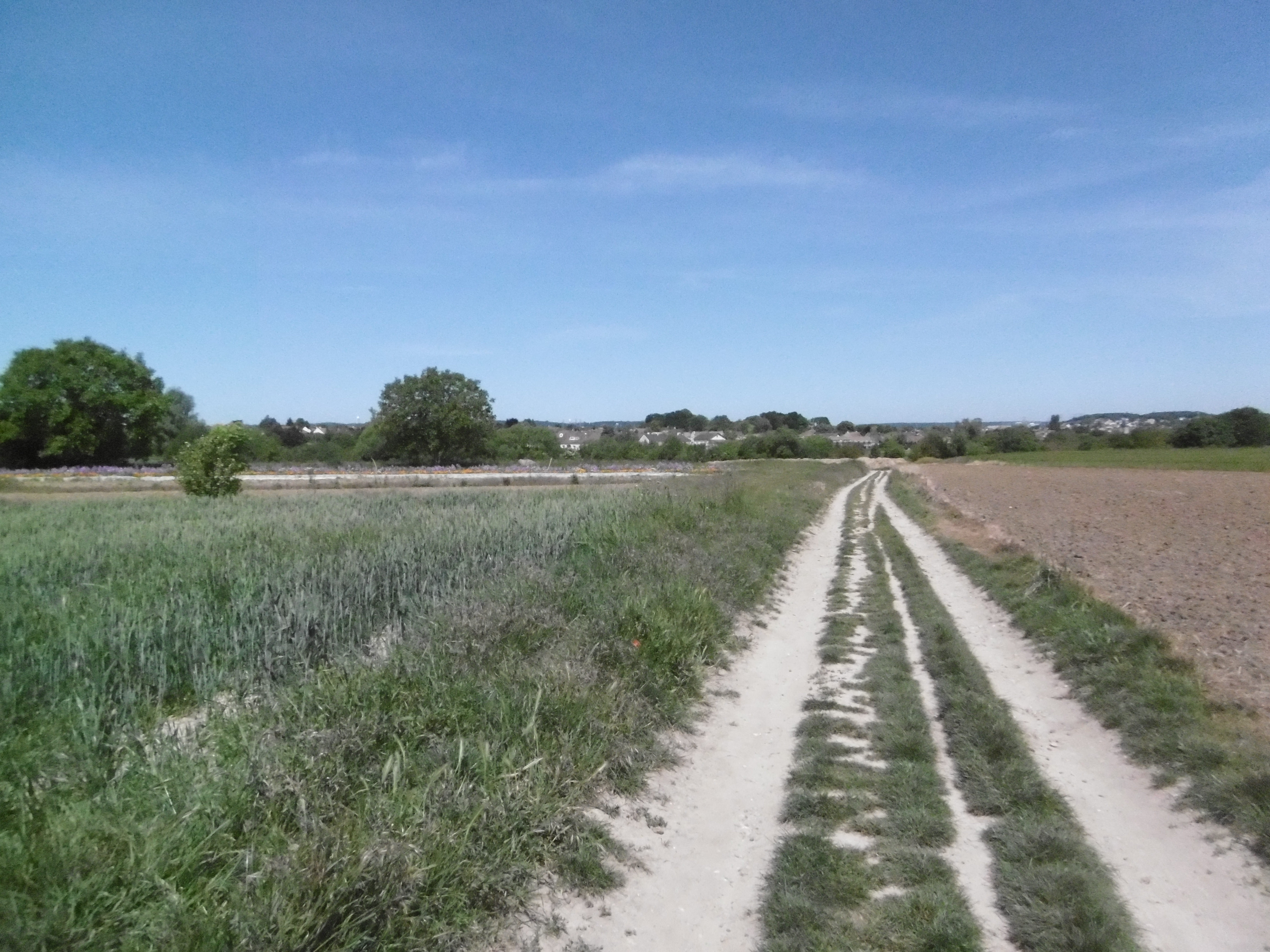
L'emprise de l'Arpajonnais en 2020

Jusqu’à la fin du XIXe siècle, les carrières de Lunézy et Chèze étaient exploitées pour la taille des pavés de Paris.

Saulx-les-Chartreux au début du XXe siècle
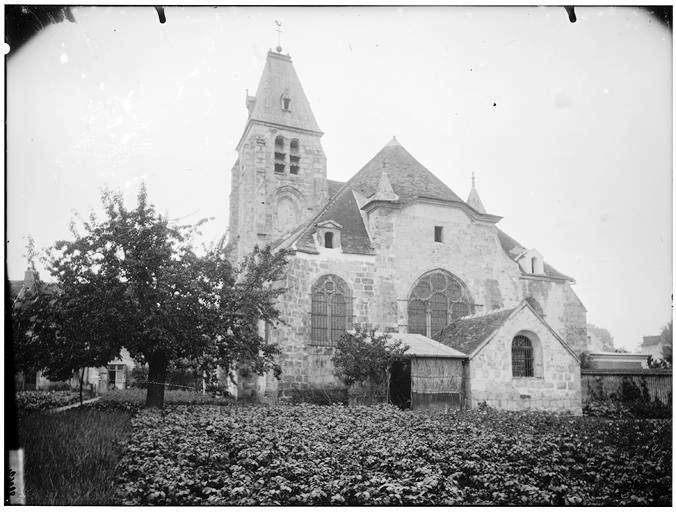
L’église Notre-Dame-de-l’Assomption en 1924.

Durant la Seconde Guerre mondiale, la commune est occupée du 15 juin 1940 au 23 août 1944, date de sa libération par la division Leclerc.
Si jusque dans les années 1970 la commune reste rurale, la construction de nombreuses résidences, dont la Salucéenne ou le Phalanstère par Paul Chemetov change le village en ville-dortoir, doublant le nombre d’habitants en trente ans sans accroître les activités économiques.

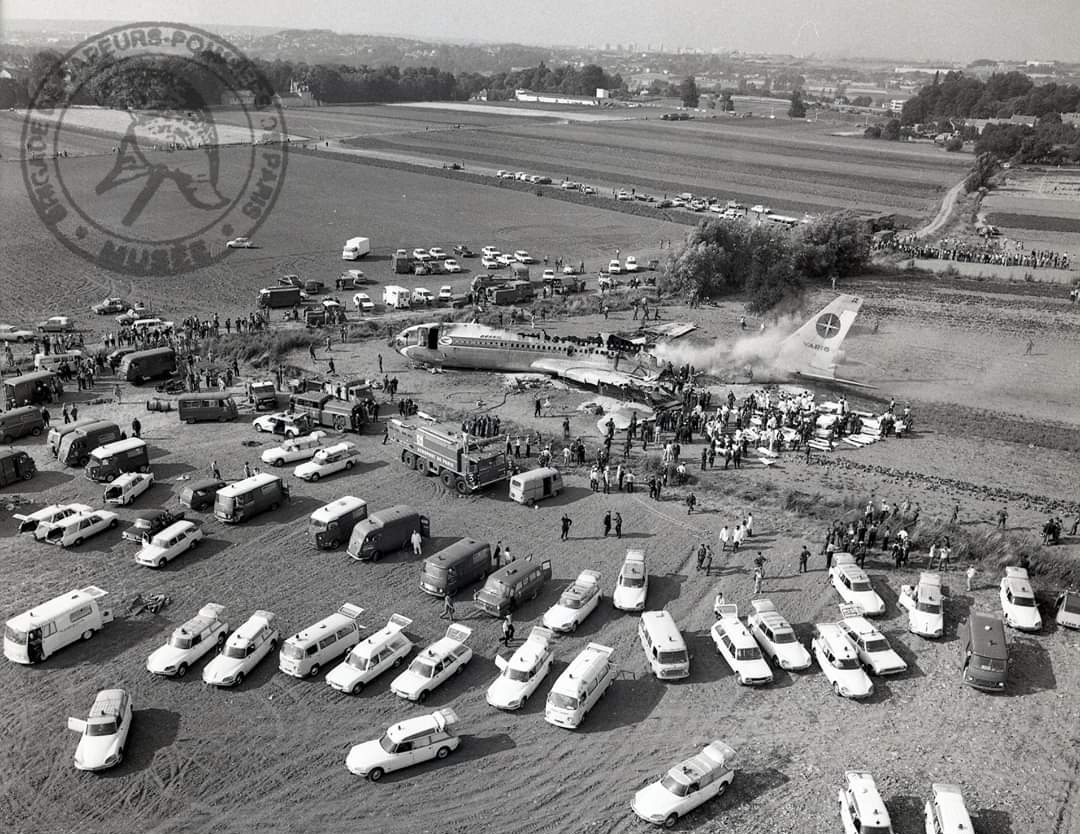
Vue aérienne du site de l’accident du vol 820 Varig.

Le 11 juillet 1973 vers 15 heures survint la catastrophe aérienne du vol 820 Varig en provenance de Rio de Janeiro, un Boeing 707 en approche de l'aéroport Paris-Orly, contraint à un atterrissage d’urgence dans la plaine après un incendie à bord, tuant cent vingt-trois personnes à bord.
En 1989, la carrière est intégrée à la réserve naturelle nationale des sites géologiques de l'Essonne, protégeant ainsi vingt-cinq hectares de terrain.

## Politique et administration

### Rattachements administratifs et électoraux

#### Rattachements administratifs
Antérieurement à la loi du 10 juillet 1964, la commune faisait partie du département de Seine-et-Oise. La réorganisation de la région parisienne en 1964 fit que la commune appartient désormais au département de l'Essonne (département) et à son arrondissement de Palaiseau après un transfert administratif effectif au 1er janvier 1968.
Elle faisait partie de 1793 à 1964 du canton de Longjumeau de Seine-et-Oise. Lors de la mise en place de l'Essonne, la ville intègre le canton de Massy, puis, en 1975, le canton de Villebon-sur-Yvette. Dans le cadre du redécoupage cantonal de 2014 en France, cette circonscription administrative territoriale a disparu, et le canton n'est plus qu'une circonscription électorale.

#### Rattachements électoraux
Pour les élections départementales, la commune est membre depuis 2014 du canton de Longjumeau
Pour l'élection des députés, elle fait partie de la quatrième circonscription de l'Essonne.

### Intercommunalité
Saulx-les-Chartreux était membre de la communauté d'agglomération Europ'Essonne initiale, un établissement public de coopération intercommunale (EPCI) à fiscalité propre créé en 2006 et auquel la commune avait transféré un certain nombre de ses compétences, dans les conditions déterminées par le code général des collectivités territoriales.
Dans le cadre des dispositions de la loi portant nouvelle organisation territoriale de la République du 7 août 2015, qui prévoit que les établissements publics de coopération intercommunale (EPCI) à fiscalité propre doivent avoir un minimum de 15 000 habitants, cette intercommunalité a fusionné avec sa voisine pour former, le 1er janvier 2017, la communauté d'agglomération Paris-Saclay dont est désormais membre la commune

### Tendances politiques et résultats
La vie politique et les résultats obtenus à Saulx-les-Chartreux sont relativement conformes au reste du pays.Ainsi, en 2002, les résultats électoraux de l’élection présidentielle furent marquées par la présence au deuxième tour de Jean-Marie Le Pen, néanmoins son score de 14,21 % au second tour fut plus faible que dans le reste du département (15,04 %) comme inférieur au résultat national (17,79 %). De même, lors des élections législatives, le candidat de droite l’emporta comme dans le reste du pays.
En 2004, conformément aux résultats nationaux les candidats socialistes arrivèrent en tête lors des élections européennes comme régionales, infligeant des écarts importants aux candidats de droite. On note tout de même un certain conservatisme ou pragmatisme des électeurs Salucéens, ces derniers choisissant de reconduire le mandat du conseiller général divers droite mais aussi plébiscitant le maire pour un troisième mandat dès le premier tour, faisant de Saulx-les-Chartreux une « exception » avec son maire communiste. Ce conservatisme apparaissait aussi en 2005 où les votants rejetèrent le traité constitutionnel européen comme en 1992 le traité de Maastricht à 50,32 %.
Élections présidentielles, résultats des deuxièmes tours
- Élection présidentielle de 2002 : 85,79 % pour Jacques Chirac (RPR), 14,21 % pour Jean-Marie Le Pen (FN), 85,07 % de participation[35].
- Élection présidentielle de 2007 : 54,72 % pour Nicolas Sarkozy (UMP), 45,28 % pour Ségolène Royal (PS), 89,18 % de participation[36].
- Élection présidentielle de 2012 : 51,19 % pour Nicolas Sarkozy (UMP), 48,81 % pour François Hollande (PS) - 86,95 % de participation[37].
- Lors du  premier tour de l'Élection présidentielle de 2017, les quatre premiers candidats choisis par les électeurs de la commune sont : Emmanuel Macron (24,17 % des suffrages exprimés), Jean-Luc Mélenchon (21,09 %), Marine Le Pen (19,11 %) et François Fillon (19,05 %).
Au second tour, , le candidat élu Emmanuel Macron recueille 1 811 voix (69,31 %) et Marine Le Pen 802 voix (30,69 %), lors d'un scrutin où 19,54 % des électeurs se sont abstenus[38].

- Lors du premier tour de l'Élection présidentielle de 2022, les quatre premiers candidats choisis par les électeurs de la commune sont : Emmanuel Macron (27,26 % des suffrages exprimés), Jean-Luc Mélenchon (24,04 %), Marine Le Pen (20,45 %) et Éric Zemmour (8,23 %.
Au second tour, , le candidat élu Emmanuel Macron recueille 1 747 voix (61,75 %) et Marine Le Pen 1082 voix (38,25 %), lors d'un scrutin où 24,53 % des électeurs se sont abstenus[39]..

Élections législatives, résultats des deuxièmes tours
- Élections législatives de 2002 : 54,80 % pour Pierre-André Wiltzer (UMP), 45,20 % pour Marianne Louis (PS), 62,23 % de participation[40].
- Élections législatives de 2007 : 56,13 % pour Nathalie Kosciusko-Morizet (UMP), 43,87 % pour Olivier Thomas (PS), 60,36 % de participation[41].
- Élections législatives de 2012 : 51,48 % pour Nathalie Kosciusko-Morizet (UMP), 48,52 % pour Olivier Thomas (PS) - 64,50 % de participation[42].
- Élections législatives de 2017 : 54,38 % pour Agnès Evren (LR), 45,62 % pour Marie-Pierre Rixain (LREM) - 45,80 % de participation.

Élections européennes, résultats des deux meilleurs scores
- Élections européennes de 2004 : 26,15 % pour Harlem Désir (PS), 13,97 % pour Patrick Gaubert (UMP), 44,17 % de participation[43].
- Élections européennes de 2009 : 26,30 % pour Michel Barnier (UMP), 19,73 % pour Daniel Cohn-Bendit (Europe Écologie) - 44,49 % de participation[44].
- Élections européennes de 2014 : 23,99 % pour la liste Bleu Marine - Non à Bruxelles, oui à la France (FN), 17,40 % pour la liste Pour la France, agir en Europe avec Alain Lamassoure -  44,23 % de participation[45].
- Élections européennes de 2019 : 22,87 % pour Nathalie Loiseau (LREM), 20,02 % pour Jordan Bardella (RN), 53,69 % de participation.

Élections régionales, résultats des deux meilleurs scores
- Élections régionales de 2004 : 50,58 % pour Jean-Paul Huchon (PS), 38,96 % pour Jean-François Copé (UMP), 68,49 % de participation[46].
- Élections régionales de 2010 : 57,00 % pour Jean-Paul Huchon (PS), 43,00 % pour Valérie Pécresse (UMP), 52,28 % de participation[47].
- Élections régionales de 2015 : 39,40 % pour Valérie Pécresse (Liste Union de Droite), 39,16 % pour Claude Bartolone (Liste Union de Gauche) - 60,39 % de participation[48].

Élections cantonales et départementales, résultats des deuxièmes tours
- Canton de Villebon-sur-Yvette :
  - Élections cantonales de 2001 : données manquantes.
  - Élections cantonales de 2008 : 46,38 % pour Dominique Fontenaille (DVD) élu au premier tour, 30,74 % pour Thomas Chaumeil (PS), 63,81 % de participation[49].
- Canton de Longjumeau :
  - Élections départementales de 2015 : 52,35 % pour Sandrine Gelot-Rateau et Claude Pons (UMP), 47,65 % pour Mireille Cuniot-Ponsard et Didier Varenne (Union de la gauche) - 47,34 % de participation[50].

Élections municipales, résultats des deuxièmes tours
- Élections municipales de 2001 : 56,34% pour Jean Flégeo (DVG), 43,65 % Annie Janin (DVD) - 62,78 % de participation.
- Élections municipales de 2008 : 53,01 % pour Jean Flégeo (DVG) élu au premier tour, 46,99 % pour Odile Husson (DVD), 66,54 % de participation[51].
- Lors du premier tour des élections municipales de 2014 dans l'Essonne, la liste DVG menée par le maire sortant Jean Flégeo obtient la majorité absolue des suffrages exprimés, avec 1 221 voix (55,90 %, 23 conseillers municipaux élus dont 2 communautaires), devançant largement celle UMP menée par Jacques Bisson, qui a recueilli 963 voix (44,09 %, 6 conseillers municipaux élus dont 1 communautaire).
Lors de ce scrutin, 37,51 % des électeurs se sont abstenus[52].

- Lors du second tour des élections municipales partielles de 2016, intervenu après la démission d'une partie du conseil municipal[53],[54], la liste menée par le maire sortant, arrivée en troisième position au premier tour, se retire[55]. La liste DVD menée par Stéphane Bazile obtient la majorité absolue des suffrages exprimés, avec 1 056 voix (56,14 %), devançant largement celle DVG menée par Laurence Auffret-Deme, qui a recueilli 825 voix (43,86 %).
Lors de ce scrutin, 45,59 % des électeurs se sont abstenus[56],[57]

- Lors du premier tour des élections municipales de 2020 dans l'Essonne, la liste DVD menée par le maire sortant Stéphane Bazile obtient la majorité absolue des suffrages exprimés, avec 1 323 voix (67,88 %, 25 conseillers municipaux élus dont 1 communautaire), devançant très largement celle DVG menée par Didier Varenne, qui a recueilli 626 voix (32,11 %, 4 conseillers municipaux élus).
Lors de ce scrutin, marqué par la pandémie de Covid-19, 49,79 % des électeurs se sont abstenus[58].

Référendums
- Référendum de 2000 relatif au quinquennat présidentiel : 77,78 % pour le Oui, 22,22 % pour le Non, 29,78 % de participation[59].
- Référendum de 2005 relatif au traité établissant une Constitution pour l’Europe : 52,66 % pour le Non, 47,34 % pour le Oui, 76,02 % de participation[60].

### Administration municipale
Compte tenu de la population de la commune, son conseil municipal de la commune est composé de vingt-neuf membres, y compris le maire et ses adjoints.

### Liste des maires
| Période      | Période                    | Identité                        | Étiquette | Qualité                                                                                           |
| ------------ | -------------------------- | ------------------------------- | --------- | ------------------------------------------------------------------------------------------------- |
| 1793         | 1794                       | M. Fauchier                     |           |                                                                                                   |
| 1794         | 1795                       | Maurice Thomas                  |           |                                                                                                   |
| 1795         | 1804                       | André Pierre Couvret            |           |                                                                                                   |
| 1804         | 1809                       | M. Blouaut                      |           |                                                                                                   |
| 1809         | 1815                       | André Pierre Couvret            |           |                                                                                                   |
| 1815         | 1821                       | Jean-Baptiste Marin Dujat       |           |                                                                                                   |
| 1821         | 1835                       | M. Dessolle                     |           | Marquis                                                                                           |
| 1835         | 1838                       | M. Jacot                        |           |                                                                                                   |
| 1838         | 1843                       | Denis Angiboust                 |           |                                                                                                   |
| 1843         | 1862                       | M. Lainne                       |           |                                                                                                   |
| 1862         | 1874                       | Étienne Jean-Baptiste Angiboust |           |                                                                                                   |
| 1874         | 1876                       | François Charles-Marie Chartier |           |                                                                                                   |
| 1876         | 1881                       | Étienne Jean-Baptiste Angiboust |           |                                                                                                   |
| 1881         | 1884                       | François Charles-Marie Chartier |           |                                                                                                   |
| 1884         | 1886                       | Jules Perrot                    |           |                                                                                                   |
| 1886         | 1902                       | Eugène Tisserand                |           |                                                                                                   |
| 1902         | 1904                       | Louis Étienne Guezard           |           |                                                                                                   |
| 1904         | 1906                       | Léon Baujin                     |           |                                                                                                   |
| 1906         | 1911                       | Jules Hubert                    |           |                                                                                                   |
| 1911         | 1912                       | M. Moulin                       |           |                                                                                                   |
| 1912         | 1935                       | Léon Chartier                   |           |                                                                                                   |
| 1935         | 1937                       | Henri Letellier                 |           |                                                                                                   |
| 1937         | 1944                       | Jules Taveau                    |           |                                                                                                   |
| 1944         | 1945                       | Désiré Delavau                  |           |                                                                                                   |
| 1945         | 1947                       | M. Seigneur                     |           |                                                                                                   |
| octobre 1947 | mars 1959                  | Paul Taveau                     |           | Dernier meunier de Saulx Président du syndicat de l’Yvette[Quand ?]                               |
| mars 1959    | mars 1989                  | Jean-Marc Bernard               | PCF       | Architecte urbaniste Conseiller général de Villebon-sur-Yvette (1976 → 1983)                      |
| mars 1989    | juin 1995                  | Yvon Queffelec                  | DVD       | Cadre de La Poste                                                                                 |
| juin 1995    | juin 2016,                 | Jean Flégeo                     | PCF       | Retraité Mandat écourté par la démission d’une partie du Conseil municipal                        |
| juin 2016    | En cours (au 21 mars 2024) | Stéphane Bazile                 | LR        | Chef d’entreprise Conseiller départemental de Longjumeau (2021 → ) Réélu pour le mandat 2020-2026 |

### Jumelages
Panketal (Allemagne)

## Équipements et services publics

### Espace public
La commune a également une mention au Grand Prix de l’Environnement 2008 pour la construction de la ZAC du Moulin, pour la « Haute Qualité Environnementale » (type de matériaux utilisés) de la réalisation.

### Enseignement
Les établissements de Saulx-les-Chartreux sont rattachés à l’Académie de Versailles.
En 2012, la commune dispose sur son territoire de deux écoles maternelles Louis-Mouchard et Eugène-Leroy, d'une école élémentaire Anatole-France et d'un collège intercommunal Pablo-Picasso disposant d’une section d'enseignement général et professionnel adapté.
Les activités périscolaires sont organisées à l’accueil de loisirs Les P’tits Loups qui fonctionne les mercredis en période scolaire et en semaine pendant les vacances scolaires, pour les enfants de 3 à 12 ans. Les jeunes de la 6e à 18 ans sont accueillis à l’espace Nelson-Mandela, inauguré en septembre 2014 dans le quartier de la ZAC du Moulin. Les jeunes de 18 à 25 ans peuvent se rendre à la Maison de la Jeunesse (M.D.J.) située en centre-ville, inaugurée en décembre 2012.
La propriété La Tuilerie accueille encore un centre de loisirs de la commune voisine de Massy.

### Santé
Le centre hospitalier de Longjumeau assure le traitement des urgences. La commune dispose d’un centre communal d'action sociale (C.C.A.S.). Une maison médicale a été créée par la commune en mars 2015. Elle regroupe les cinq médecins généralistes. Deux chirurgiens-dentistes et de nombreux spécialistes (podologue, kinés, infirmiers, ostéopathes, orthophonistes…), deux pharmacies sont également implantés sur la commune.

### Équipements culturels

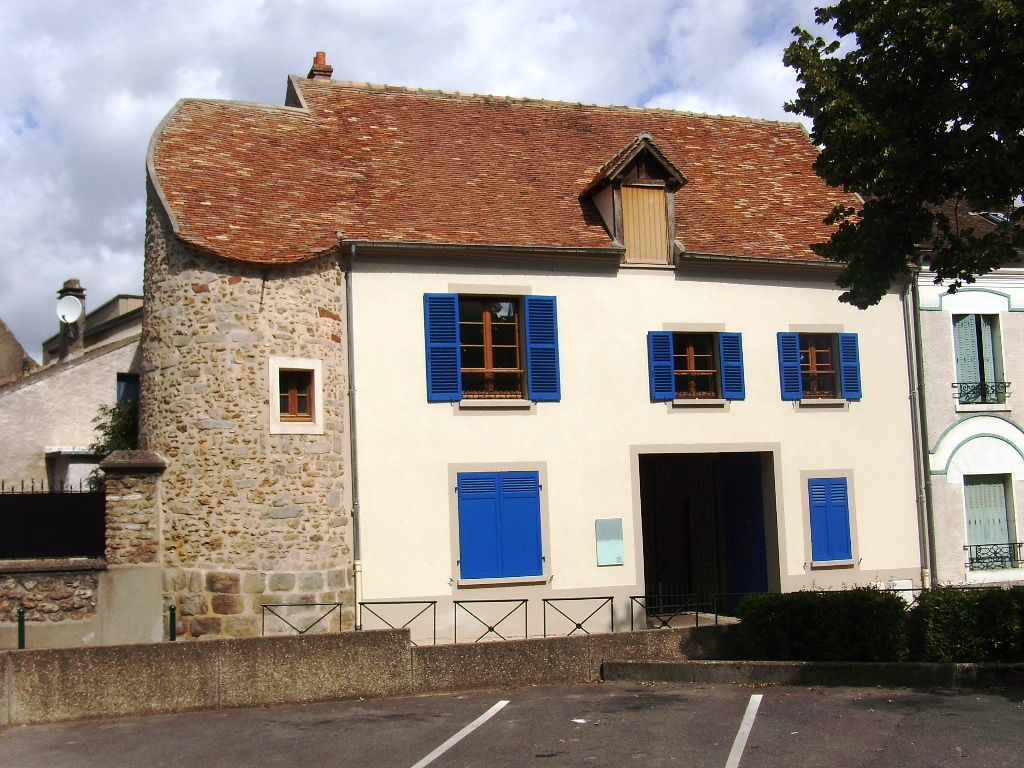
La ferme des Tournelles, médiathèque municipale.

La commune dispose sur son territoire d’une médiathèque, installée dans la ferme des Tournelles grâce à un legs : cette ancienne résidence du sculpteur Pol Bury a été léguée à la commune par sa première épouse Claudine. La ferme des Tournelles est réputée pour avoir été la résidence de Jean de La Bruyère.
L’ancien C.M.L. (centre municipal de loisirs - ancienne propriété Bizot) a été rénové et renommé espace culturel Jean-Ferrat en mai 2015. Il abrite aujourd’hui les activités culturelles municipales : conservatoire municipal de Musique, les ateliers de dessin-peinture ainsi que celui de poterie-céramique. Il comprend également la salle Boris-Vian, salle qui fait partie des deux lieux disponibles sur la commune pour l'organisation d'événements associatifs et publics.
La Barakt, lieu de fabrique pour les arts de la rue, est installée dans le centre de la ville. Depuis sa création en 2009, Animakt gère ce lieu, accompagne et soutient la diversité de la création dans le secteur des arts de la rue. Animakt accueille des artistes en résidence de création à la Barakt et dans les villes avoisinantes. Devenu pôle ressource pour les arts de la rue en Essonne, Animakt partage son engagement artistique avec les habitants en ouvrant régulièrement ses portes et à l'occasion de ses deux temps forts : les festivals Jeunes Pousses et Ceux d'en Face.[pertinence contestée]

### Équipements  sportifs
Le territoire de la commune est doté d'un stade « Roger Giger », d’un boulodrome, d’une salle de danse, d'un skatepark, d’un terrain de tir à l'arc et d'un gymnase intercommunal qui permet de nombreuses activités sportives (gym, arts martiaux, badminton, etc.) Trois centres équestres sont présents sur la commune.[réf. nécessaire]

### Services publics
La Poste dispose d’une agence dans la commune. Le centre de secours et la brigade de gendarmerie de Longjumeau assurent la sécurité des biens et personnes. Deux refuges animaliers de la SPA, l’un pour les félins l’autre pour les chiens sont implantés sur la commune. Une avocate, maître Sophie DELMAS, est installée sur la commune. L’organisation judiciaire rattache les justiciables salucéens au tribunal d’instance et conseil de prud’hommes de Longjumeau, aux tribunaux de grande instance et de commerce d’Évry et à la cour d'appel de Paris.
En 2012, la municipalité a créé le multi-accueil le Ber Saulx qui possède une capacité de 40 places.
La commune a créé une Maison de l’Emploi et de l’Économie en 2012. Complémentaire au Pôle Emploi, cette structure d'accompagnement et d'orientation professionnelle est en étroite relation avec les acteurs économiques locaux. Sa mission est de faire converger demande et offre d'emploi.

## Population et société

### Démographie
Les habitants sont appelés les Salucéens.

#### Évolution démographique
L'évolution du nombre d'habitants est connue à travers les recensements de la population effectués dans la commune depuis 1793. Pour les communes de moins de 10 000 habitants, une enquête de recensement portant sur toute la population est réalisée tous les cinq ans, les populations de référence des années intermédiaires étant quant à elles estimées par interpolation ou extrapolation. Pour la commune, le premier recensement exhaustif entrant dans le cadre du nouveau dispositif a été réalisé en 2005.

En 2022, la commune comptait 6 611 habitants, en évolution de +24,29 % par rapport à 2016 (Essonne : +2,89 %, France hors Mayotte : +2,11 %).
| 1793 | 1800  | 1806 | 1821 | 1831  | 1836  | 1841  | 1846 | 1851  |
| ---- | ----- | ---- | ---- | ----- | ----- | ----- | ---- | ----- |
| 731  | 1 042 | 988  | 865  | 1 000 | 1 015 | 1 004 | 985  | 1 033 |

| 1856  | 1861  | 1866  | 1872 | 1876 | 1881 | 1886  | 1891  | 1896  |
| ----- | ----- | ----- | ---- | ---- | ---- | ----- | ----- | ----- |
| 1 015 | 1 050 | 1 105 | 969  | 985  | 945  | 1 018 | 1 030 | 1 054 |

| 1901  | 1906  | 1911  | 1921  | 1926  | 1931  | 1936  | 1946  | 1954  |
| ----- | ----- | ----- | ----- | ----- | ----- | ----- | ----- | ----- |
| 1 061 | 1 117 | 1 087 | 1 019 | 1 075 | 1 124 | 1 186 | 1 172 | 1 460 |

| 1962  | 1968  | 1975  | 1982  | 1990  | 1999  | 2005  | 2006  | 2010  |
| ----- | ----- | ----- | ----- | ----- | ----- | ----- | ----- | ----- |
| 1 693 | 1 934 | 2 437 | 3 247 | 4 141 | 4 952 | 4 871 | 4 862 | 5 048 |

| 2015  | 2020  | 2022  | - | - | - | - | - | - |
| ----- | ----- | ----- | - | - | - | - | - | - |
| 5 181 | 6 593 | 6 611 | - | - | - | - | - | - |

Lors du premier recensement des personnes intervenu en 1793, le village de Saulx-les-Chartreux compte sept cent trente-et-un habitants. Après une forte croissance, portant ce nombre à mille quarante-deux âmes en l’an 1800, le village connait une chute démographique jusque huit cent vingt-cinq Salucéens en 1821, pour remonter à mille résidents dix ans plus tard et retomber à neuf cent quatre vingt-cinq en 1846.
L’occupation prussienne de 1870 fait à nouveau perdre cent trente-six résidents, la commune ne dépassant définitivement le seuil de mille habitants qu’en 1886. À partir de cette date, elle connait une relative stabilité malgré la perte de soixante-quinze Salucéens lors des deux conflits mondiaux, le nombre oscillant entre mille et mille cent habitants. La croissance continue n’intervient qu’à partir de 1931, démarrant à mille cent vingt-quatre résidents, mille cent quatre-vingt-treize en 1962, deux mille quatre cent trente-sept en 1975 et quatre mille huit cent soixante et onze Salucéens lors du recensement organisé en 2005.

#### Pyramide des âges
En 2018, le taux de personnes d'un âge inférieur à 30 ans s'élève à 39,5 %, soit en dessous de la moyenne départementale (39,9 %). De même, le taux de personnes d'âge supérieur à 60 ans est de 18,9 % la même année, alors qu'il est de 20,1 % au niveau départemental.
En 2018, la commune comptait 3 015 hommes pour 3 225 femmes, soit un taux de 51,68 % de femmes, légèrement supérieur au taux départemental (51,02 %).
Les pyramides des âges de la commune et du département s'établissent comme suit.
| Hommes | Classe d’âge | Femmes |
| ------ | ------------ | ------ |
| 0,2    | 90 ou +      | 0,4    |
| 4,6    | 75-89 ans    | 5,6    |
| 13,4   | 60-74 ans    | 13,5   |
| 19,3   | 45-59 ans    | 18,9   |
| 22,0   | 30-44 ans    | 22,9   |
| 18,3   | 15-29 ans    | 17,3   |
| 22,2   | 0-14 ans     | 21,3   |

| Hommes | Classe d’âge | Femmes |
| ------ | ------------ | ------ |
| 0,5    | 90 ou +      | 1,4    |
| 5,4    | 75-89 ans    | 7,2    |
| 12,9   | 60-74 ans    | 13,9   |
| 20     | 45-59 ans    | 19,4   |
| 19,9   | 30-44 ans    | 20,1   |
| 20     | 15-29 ans    | 18,2   |
| 21,3   | 0-14 ans     | 19,8   |

### Cultes

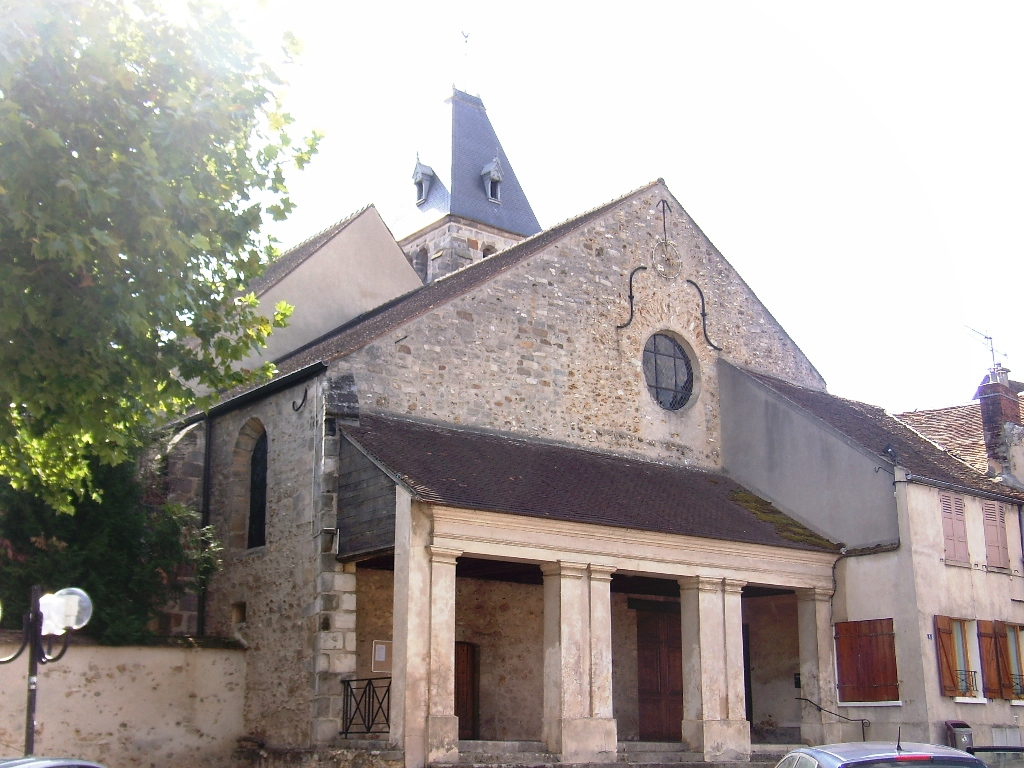
L’église Notre-Dame-de-l’Assomption-de-la-Très-Sainte-Vierge.

La paroisse catholique de la commune est liée avec celle de la commune voisine de Champlan, rattachées au doyenné de Longjumeau du  diocèse d'Évry-Corbeil-Essonnes
Cette paroisse catholique dispose de l’église Notre-Dame-de-l’Assomption-de-la -Très-Sainte-Vierge.
La fête patronale se tient le 15 août.

### Médias
L’hebdomadaire Le Républicain diffuse une édition pour le Nord-Essonne qui traite en partie des informations du secteur. S’ajoute la chaîne France 3 Paris Île-de-France Centre disponible dans tout le bassin parisien. Une radio libre 100% reggae Radio Mille Pattes émet depuis la commune.

## Économie

### Population active
La population active comptait en 1999 2 610 personnes dont 7,0 % étaient au chômage, chiffre relevé à 8,6 % en 2005.
En 2012, la population active de Saulx-les-Chartreux représentait 3 489 actifs, entre 15 et 64 ans : composée à 71,8 % de travailleurs et à 5,4 % de chômeurs. Les actifs représentaient 77,2 % de la population totale. 7 % de la population salucéenne était au chômage. 41 entreprises ont été créées en 2014 dont 32 individuelles. Deux zones d’activité concentrent les entreprises : les Dévodes au nord et La Batte au sud.

### Emplois, revenus et niveau de vie
En 2012, le revenu annuel moyen imposable s’élevait à 25 403 euros, chiffre bien supérieur à la moyenne nationale mais 26,7 % des ménages n’étaient pas imposables.
| Répartition des emplois par catégorie socioprofessionnelle en 2012. |              |                                           |                                                   |                            |                                                              |          |
|                                                                     | Agriculteurs | Artisans, commerçants, chefs d’entreprise | Cadres et professions intellectuelles supérieures | Professions intermédiaires | Employés                                                     | Ouvriers |
| Saulx-les-Chartreux                                                 | 0,6 %        | 8,0 %                                     | 19,0 %                                            | 22,3 %                     | 22,9 %                                                       | 27,2 %   |
| CA Europ'Essonne                                                    | 0,1 %        | 4,3 %                                     | 27,9 %                                            | 26,1 %                     | 23,9 %                                                       | 17,7 %   |
| France                                                              | 1,0 %        | 3,4 %                                     | 9,5 %                                             | 13,3 %                     | 16,0 %                                                       | 12,4 %   |
| Répartition des emplois par secteur d'activité en 2012.             |              |                                           |                                                   |                            |                                                              |          |
|                                                                     | Agriculture  | Industrie                                 | Construction                                      | Tertiaire                  | Administration publique, enseiegnement, santé action sociale |          |
| Saulx-les-Chartreux                                                 | 1,1 %        | 8,4 %                                     | 18,7 %                                            | 48,6 %                     | 23,3 %                                                       |          |
| CA Europ'Essonne                                                    | 0,1 %        | 12,2 %                                    | 6,9 %                                             | 57,1 %                     | 23,6 %                                                       |          |
| France                                                              | 2,9 %        | 13,7 %                                    | 6,9 %                                             | 76,1 %                     | 30,1 % (compris dans Tertiaire)                              |          |
| Sources : Insee                                                     |              |                                           |                                                   |                            |                                                              |          |

## Culture locale et patrimoine

### Lieux et monuments
- L'église de Assomption-de-la-Très-Sainte-Vierge  Inscrit MH (1926)[88] construite entre les XIe et XVIe siècles.
Elle contient notamment 
  - une toile représentant saint Jérôme méditant sur la mort, du XVIe siècle  Classé MH (1914)[89].
  - un tableau du XVIIe siècle représentant l'Adoration des mages  Inscrit MH (1984)[90]. Son cadre du XVIIIe siècle, volé fin 1973 ou début 1974, est également  Classé MH (1911)[91]
- Les lavoirs de Saulx 
  - lavoir de la fontaine Sainte-Amélie : situé derrière la mairie chemin de la haie de bruyère. Ses sources proviennent de ruisseaux venant du rocher de Saulx (l'Amoyard...). L’eau jaillit à une température quasi constante de 18e et n'est plus potable depuis 1980. Le lavoir public du XIXe siècle est resté en activité jusque dans les années 1970.
  - lavoir de Saulxier : situé rue Léon-Chartier, il est alimenté par le ruisseau l'Amoyard (qui prend sa source au rocher et se jette dans l'Yvette). Construction du XIXe siècle.
  - lavoir de la fontaine de Fer : alimenté par la Fontaine de Fer (alimentant le ruisseau des Paradis) détruit et reconstruit allée du Mail derrière le cimetière.
  - lavoir du pont de la Planche aux Vaches : route de Champlan sur l'Yvette. Deux lavoirs construits au XIXe siècle se faisaient autrefois face.
  - lavoir de Saulxier : ce lavoir privé rue Caroline-Roux, alimenté par deux sources, a été donné à la municipalité par M. Roux en souvenir de sa fille.
- Des fontaines sont présentes sur le territoire de la commune du fait des nombreux ruisseaux.
  - La Grande Fontaine : au croisement des rues de la Division-Leclerc, de la Buhoterie et de Villebon, fut édifiée en 1873 et offerte par M. de Saint Paul. Alimentée à l'origine par les sources des Bouillons et des Gaudrais par un réseau de conduites souterraines ses eaux étaient distribuées à 12 bornes fontaines.
  - la fontaine des Savalette, place Adolphe-Adam, construite en septembre 1785 par Charles Pierre de Savalette, conseiller du Roi.
- Fief des Tournelles / Maison de la Bruyère, désormais occupée par la médiathèque Jean-de-La Bruyère.
- Le moulin de Saulx : 
Le  moulin à eau de Saulx a fonctionné du XIIIe siècle jusqu’en 1975. Paul Taveau (1901-1994) fut le dernier meunier, mais aussi le maire de Saulx de 1947 à 1959, et le président du syndicat de l’Yvette qui deviendra plus tard le SIAHVY. Le SIAHVY a fait l’acquisition de la propriété pour y établir son siège.
- Le château de Monthuchet construit au XVIIe siècle, sa Tuilerie construite vers 1654[92] et sa ferme[93]
- L’ancienne gare de l’Arpajonnais construite en 1894 (aujourd’hui centre technique municipal). À proximité, se trouve l'ancien café de la Couture qui sert aujourd’hui, après rénovation, à accueillir des personnes en grande précarité en partenariat avec l’association Solidarités nouvelles pour le logement (S.N.L.).
- La résidence La Salucéenne, construite en 1970 et l’immeuble le Phalanstère en 1979 par Paul Chemetov matérialisent le nouveau Saulx-les-Chartreux.

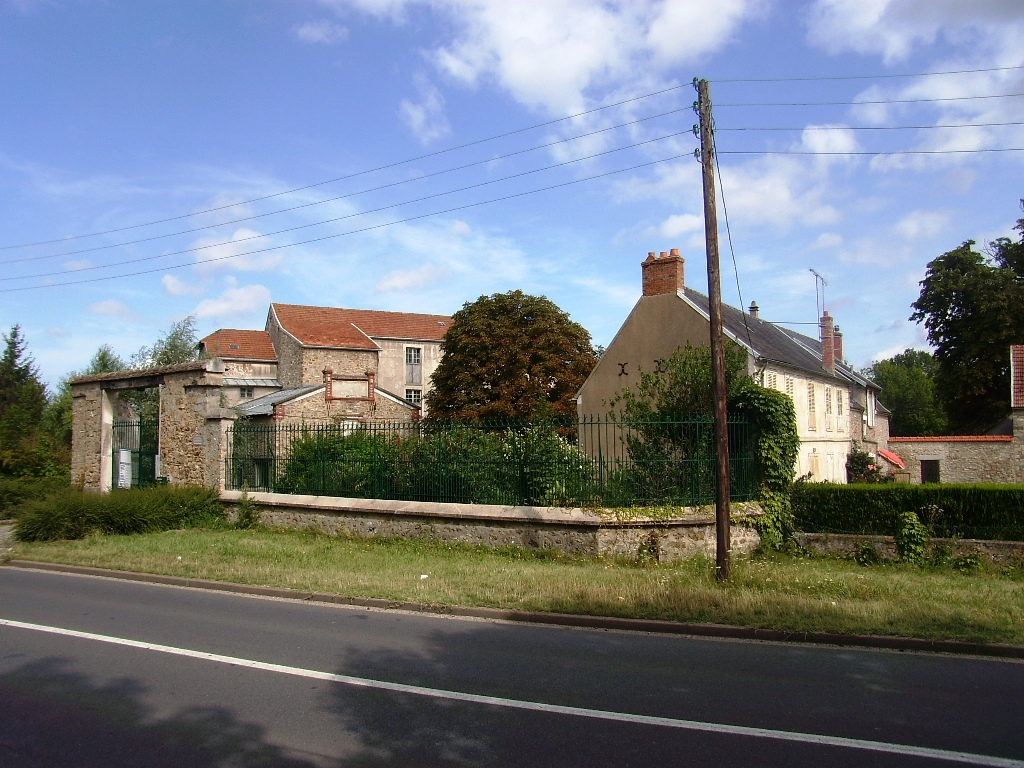
Le moulin à eau des Chartreux.
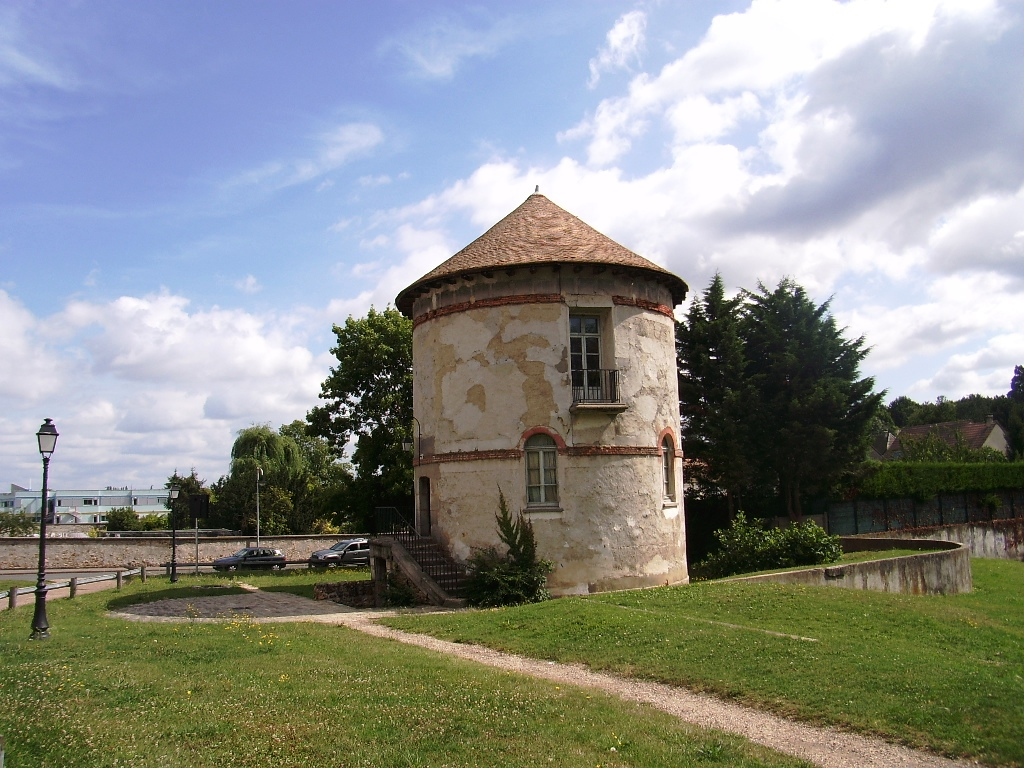
La tour de la ferme de Monthuchet, dite tour Adolphe-Adam.
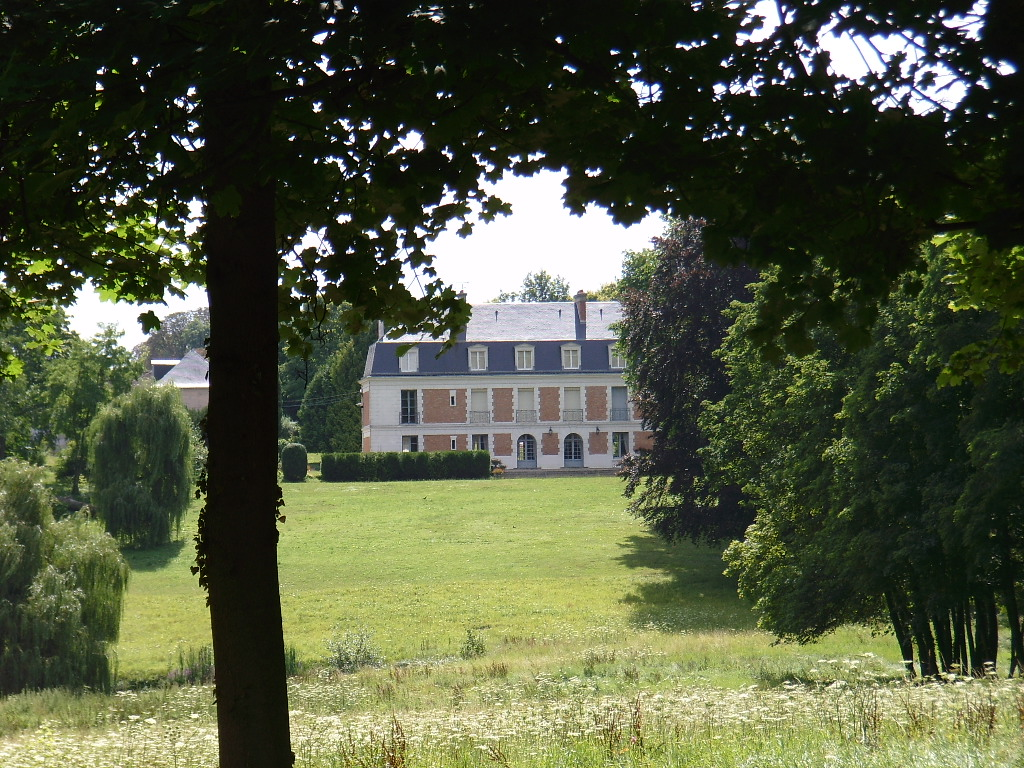
Le château de Monthuchet depuis l’extrémité du parc.
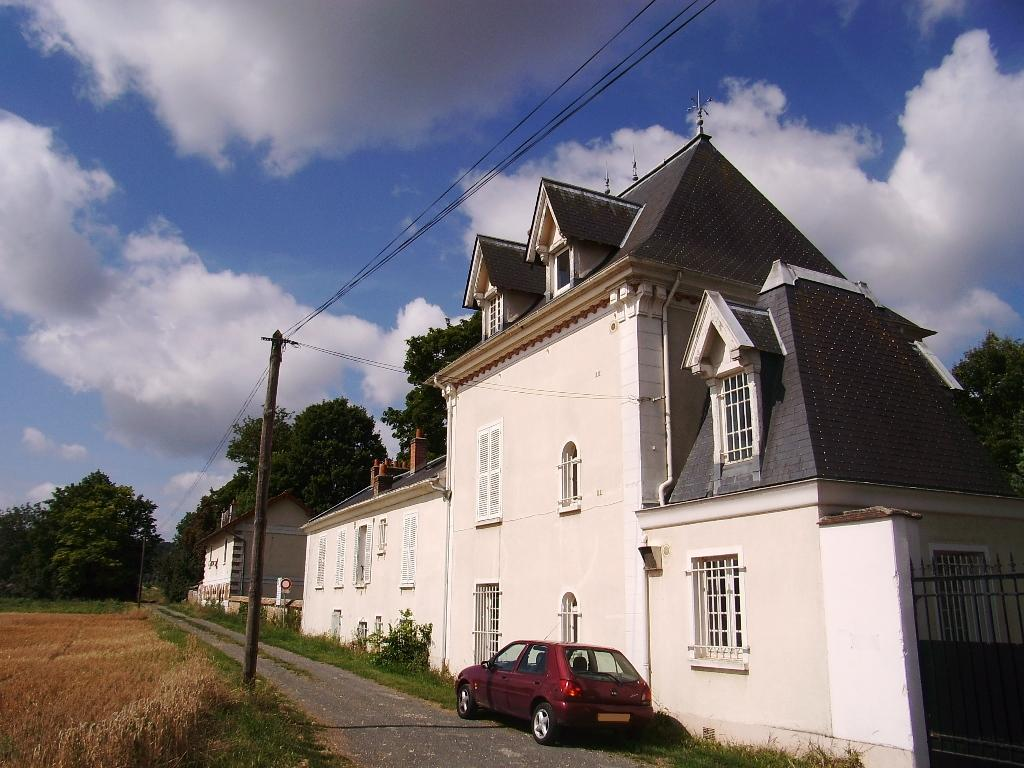
La tuilerie du château de Monthuchet.
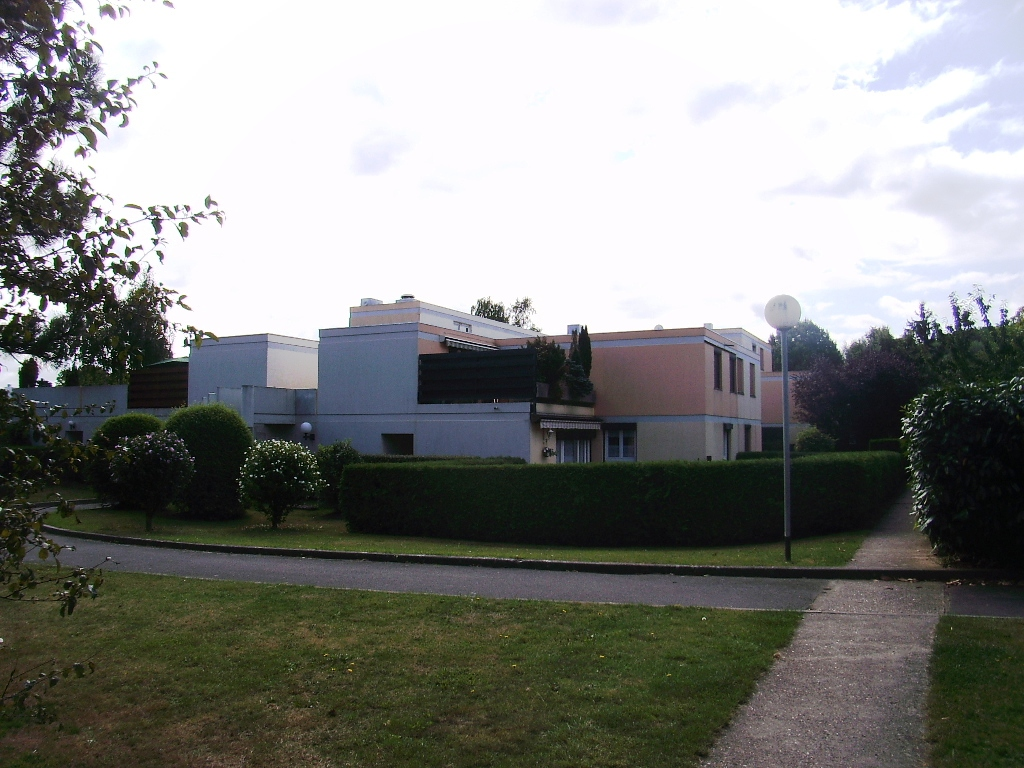
La résidence La Salucéenne.

### Personnalités liées à la commune
Différents personnages publics sont nés, décédés ou ont vécu à Saulx-les-Chartreux :
- Jean de La Bruyère (1645-1696), écrivain et moraliste, y habita au fief des Tournelles.
- Barthélémy Roger (1767-1841), graveur, y est mort.
- Jean-Joseph Dessolles (1767-1828), Premier ministre, y est mort.
- Victor Adam (1801-1886), artiste peintre et lithographe, y vécut.
- Robert Tanneveau (1911-1993), natif de la localité, coureur cycliste ayant participé à trois reprises au Tour de France.
- Pol Bury, sculpteur, habitait la ferme des Tournelles avec sa femme qui l'a ensuite donnée à la commune.
- Henri Sacchi (1952-), écrivain, y vécut.
- Gilles Andruet (1958-1995), joueur d’échecs, y fut retrouvé mort.
- Christian-Philippe Chanut (1948-2013), prêtre et historien, y est mort

### Saulx-les-Chartreux dans les arts et la culture
- Selon Yves Chardac dans son ouvrage intitulé Louis XVII à Saulx-les-Chartreux, le jeune dauphin Louis XVII aurait vécu au village. Cette légende serait issue de la gravure de l’enfant faite par Barthélémy Roger, mort dans la commune, exposée au Salon de Paris de 1799 à 1819[94].
- L’artiste peintre Yvonne Jean-Haffen a réalisé le tableau intitulé Église de Saulx-les-Chartreux aujourd’hui conservé dans sa maison de Dinan[95].

### Héraldique et logotype

Logo de la commune.

La commune ne dispose pas de blason. Elle s’est dotée d’un logotype.